# Suède
Pour les articles homonymes, voir Suède (homonymie).
Royaume de Suède
(sv) Konungariket Sverige 
La Suède (en suédois : Sverige /ˈsvæ̌rjɛ/) — en forme longue le royaume de Suède (Konungariket Sverige /ˈkôːnɵŋaˌriːkɛt ˈsvæ̌rjɛ/ ) — est un pays d'Europe du Nord et de Scandinavie. Sa capitale est Stockholm, ses citoyens sont les Suédois et Suédoises et sa langue officielle et majoritaire est le suédois. Le finnois et le sami sont aussi parlés, principalement dans le Nord du pays. Les variations régionales sont fréquentes.
La Suède a une frontière avec la Norvège à l'ouest-nord-ouest et une autre avec la Finlande au nord-nord-est. Au sud, la Suède est séparée du Danemark par l'Øresund, un détroit du Cattégat dont la section la plus étroite mesure 4 km de large. La partie septentrionale de la Suède est occupée par la Laponie, appelée Sápmi par ses habitants, les Samis, qui furent les premiers habitants du nord de la Scandinavie.
Occupant un territoire d'une superficie de 449 964 km2, la Suède est le cinquième plus grand pays d'Europe après la Russie, l'Ukraine, la France et l'Espagne. La Suède possède une faible densité de population, sauf dans les zones urbaines (1,5 % du territoire), où vit 87 % de la population (1 437 personnes par kilomètre carré). La sauvegarde de l'environnement et l'enjeu des énergies renouvelables sont généralement la priorité des personnalités politiques, ainsi que d'une grande partie de la population. En 2014, le Global Green Economy Index classe la Suède premier pays le plus écologique au monde.
La Suède est depuis longtemps un grand exportateur de fer, de cuivre et de bois. L'industrialisation, qui a commencé dans les années 1890, a permis à la Suède de se développer, et d'obtenir constamment de nos jours une bonne place dans les classements européens sur l'Indice de développement humain (IDH). La Suède possède de grandes réserves d'eau potable, mais manque de ressources énergétiques fossiles comme le charbon ou le pétrole.
La Suède moderne est issue de l'union de Kalmar, créée en 1397. Le pays fut unifié au XVIe siècle par le roi Gustav Vasa. Au XVIIe siècle, la Suède conquiert de nouveaux territoires et forme un empire colonial. Cependant, la majeure partie de ces territoires devra être abandonnée au XVIIIe siècle. Au début du XIXe siècle, la Finlande et d'autres territoires sont perdus. Après sa dernière guerre en 1814, la Suède connaît la paix, adoptant une politique de non-alignement en temps de paix et de neutralité en temps de guerre. Ce statut prend fin lors du dépôt de sa candidature auprès de l'OTAN à la suite de l'invasion de l'Ukraine par la Russie en 2022. La Suède fait partie de l'Union européenne depuis 1995, mais pas de la zone euro.
Selon l'indice de démocratie du groupe de presse britannique The Economist Group, la Suède est un des pays les plus démocratiques au monde (premier en 2008, troisième en 2017 derrière la Norvège et l'Islande). De plus, le 31 décembre 2010, elle reçoit le prix de l'Excellence 2010 (pays le plus réputé). En 2024, la Suède est classée en 2e position pour l'indice mondial de l'innovation.

## Géographie

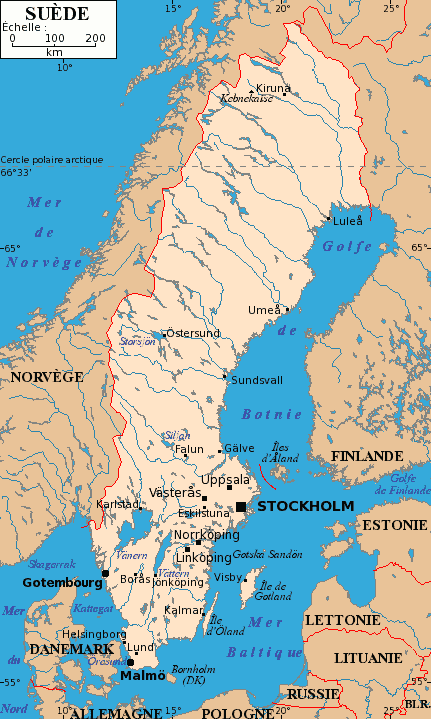
Carte de la Suède.

La Suède est le cinquième pays d'Europe en superficie (450 000 km2), après la Russie, l'Ukraine, la France et l'Espagne.
Malgré sa latitude septentrionale, la Suède jouit d'un climat plutôt tempéré, notamment grâce au Gulf Stream qui réchauffe ses côtes méridionales.
C'est un pays de l'Europe du Nord, tout en longueur et qui s'étend de Smygehuk (point le plus méridional) à Treriksröset (au nord), point de rencontre de la Norvège, de la Suède et de la Finlande. Le pays possède une importante façade maritime sur la mer Baltique à l'est-sud-est, le Cattégat au sud-sud-ouest et le Skagerrak au sud-ouest.
Plus de la moitié du territoire est couvert de forêts de conifères, et les lacs sont nombreux.

### Localisation
La Suède est un pays scandinave qui se situe entre la Norvège et la Finlande.

### Géologie
Le long du golfe de Botnie se trouve la région de « la côte haute » Höga Kusten qui se soulève chaque année de plus de 8 mm. Ce rebond isostatique est dû à l'enfoncement du sol sous le poids d'une couche de glace épaisse de plus de trois kilomètres pendant la dernière période glaciaire. Depuis la fonte des glaces, le sol s'est élevé de 800 m. À 286 m d'altitude se trouve la ligne côtière la plus élevée formée après la dernière glaciation.

### Topographie et hydrologie

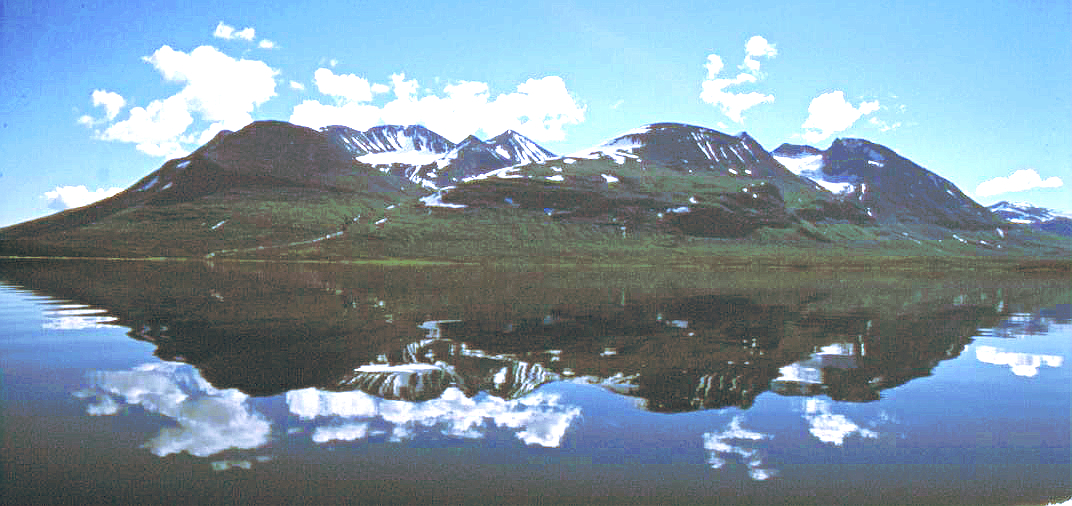
La montagne Akka en Laponie.

La Suède est bordée par le golfe de Botnie à l'est-nord-est et la mer Baltique au sud-sud-est : ce littoral très allongé contribue à adoucir encore le climat. À l’ouest-nord-ouest, le pays est séparé de la Norvège par les Alpes scandinaves.
Le pays est très riche en lacs dont certains, comme le Vänern et le Vättern, sont parmi les plus grands d'Europe.
Gotland et Öland, dans la mer Baltique, sont les deux plus grandes îles de Suède et forment chacune une province historique propre. Les côtes suédoises sont assez entrecoupées avec un très grand nombre de petits golfes (des fjärdar) et de nombreux îlots qui forment souvent des archipels, comme ceux de Stockholm et de Göteborg.

### Climat
La Suède jouit d’un climat relativement tempéré en dépit de sa situation septentrionale, du fait de l’action du Gulf Stream. Dans le Sud du pays, les feuillus peuvent se trouver en abondance, contrairement au nord, où les résineux dominent le paysage. Dans la partie du pays se situant au nord du cercle polaire arctique, le soleil ne se couche pas pendant une partie de l' été, ainsi à Kiruna le jour polaire est effectif du 26 mai au 17 juillet et l’hiver n’y est qu’une nuit sans fin : le soleil ne se lève pas du 11 décembre au 1er janvier mais il subsiste une pâle lueur permettant de voir clair quelques heures (cela varie selon la latitude).

### Environnement
En 2014, le Global Green Economy Index classe la Suède pays le plus écologique au monde.
En 2015, l'organisation Global Footprint Network indique que la Suède est un des 57 pays (sur 181) préservant ses ressources (réserve en biocapacité positive), notamment grâce à sa capacité forestière qui compense largement son empreinte carbone.
La Suède est frappée en 2018 par des épisodes de canicules et de sécheresses parmi les pires de son histoire. L'été est ainsi le plus chaud jamais observé depuis le début des enregistrements en 1756. En conséquence, les récoltes agricoles ont lourdement chuté et le pays, jusqu'alors exportateur de céréales, a dû en importer.

### Géographie humaine

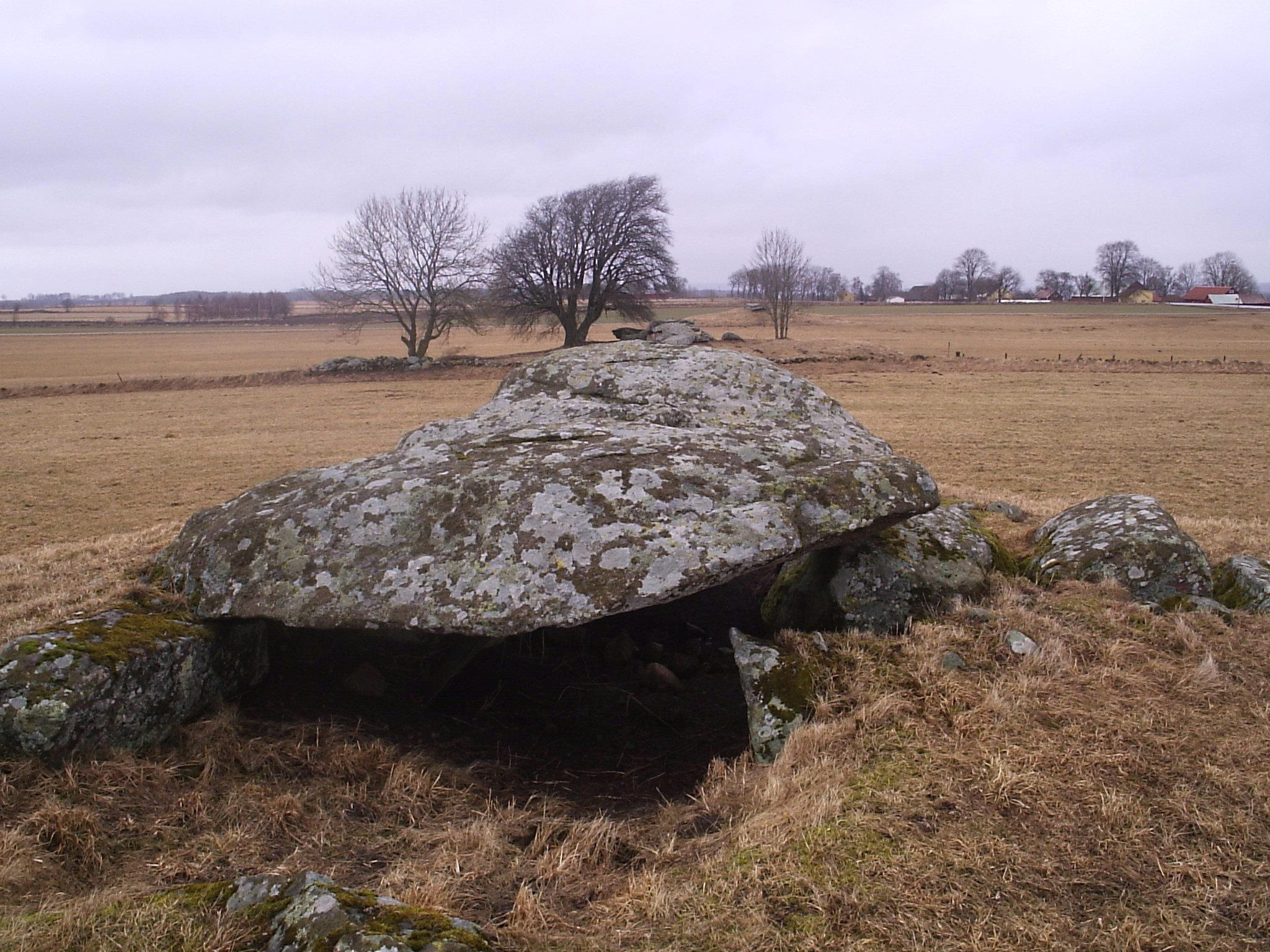
Paysage agricole avec dolmen près de Falköping.

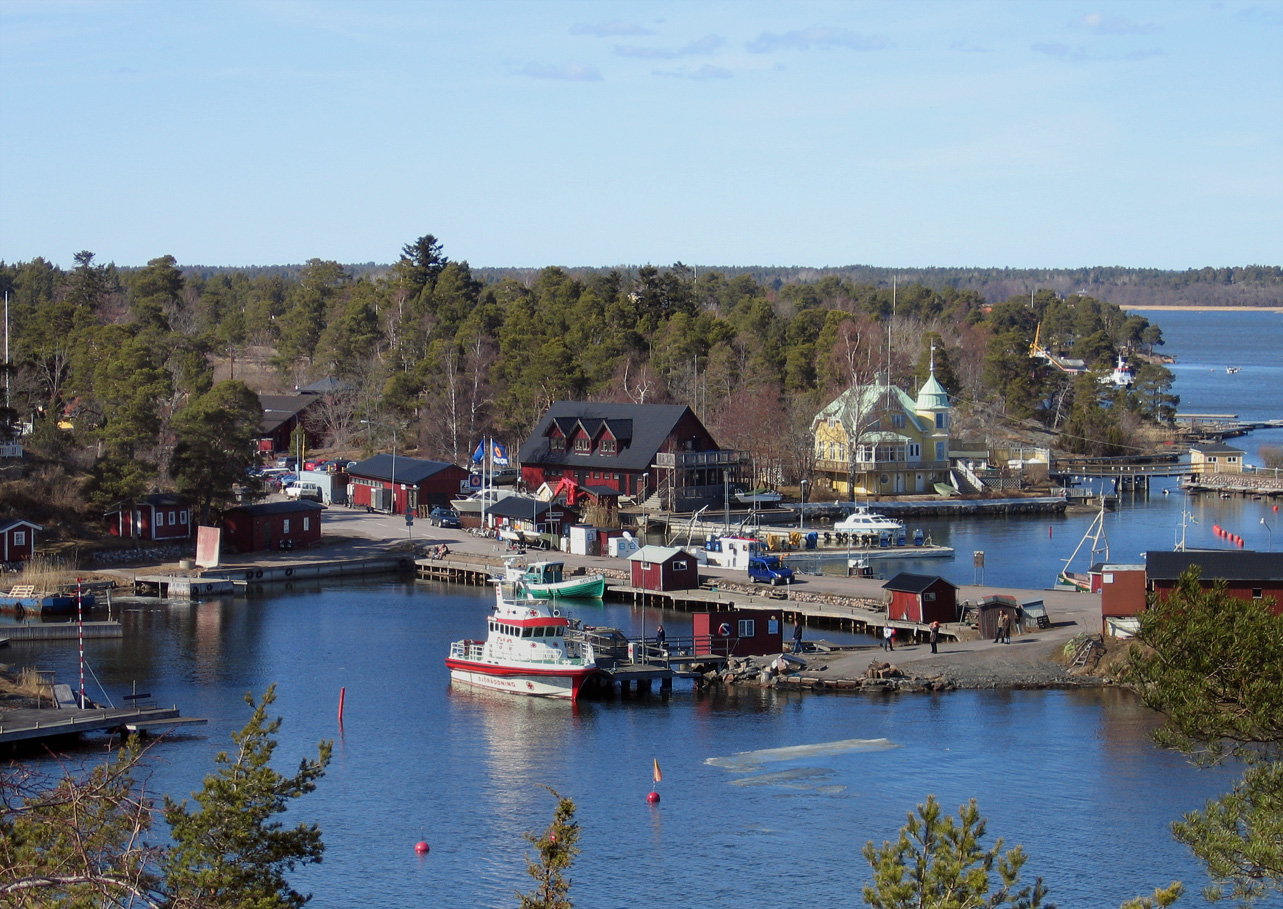
Archipel suédois à Arkösund en Östergötland.

Le Sud a une vocation agricole très nette, et la surface occupée par la forêt augmente au fur et à mesure que l’on progresse vers le nord. La densité de population est également supérieure au sud, notamment dans la vallée du lac Mälar, dans la région de l’Øresund et tout le long de la côte ouest, même si le sud-est du pays forme aussi une région à relativement faible densité.

## Histoire

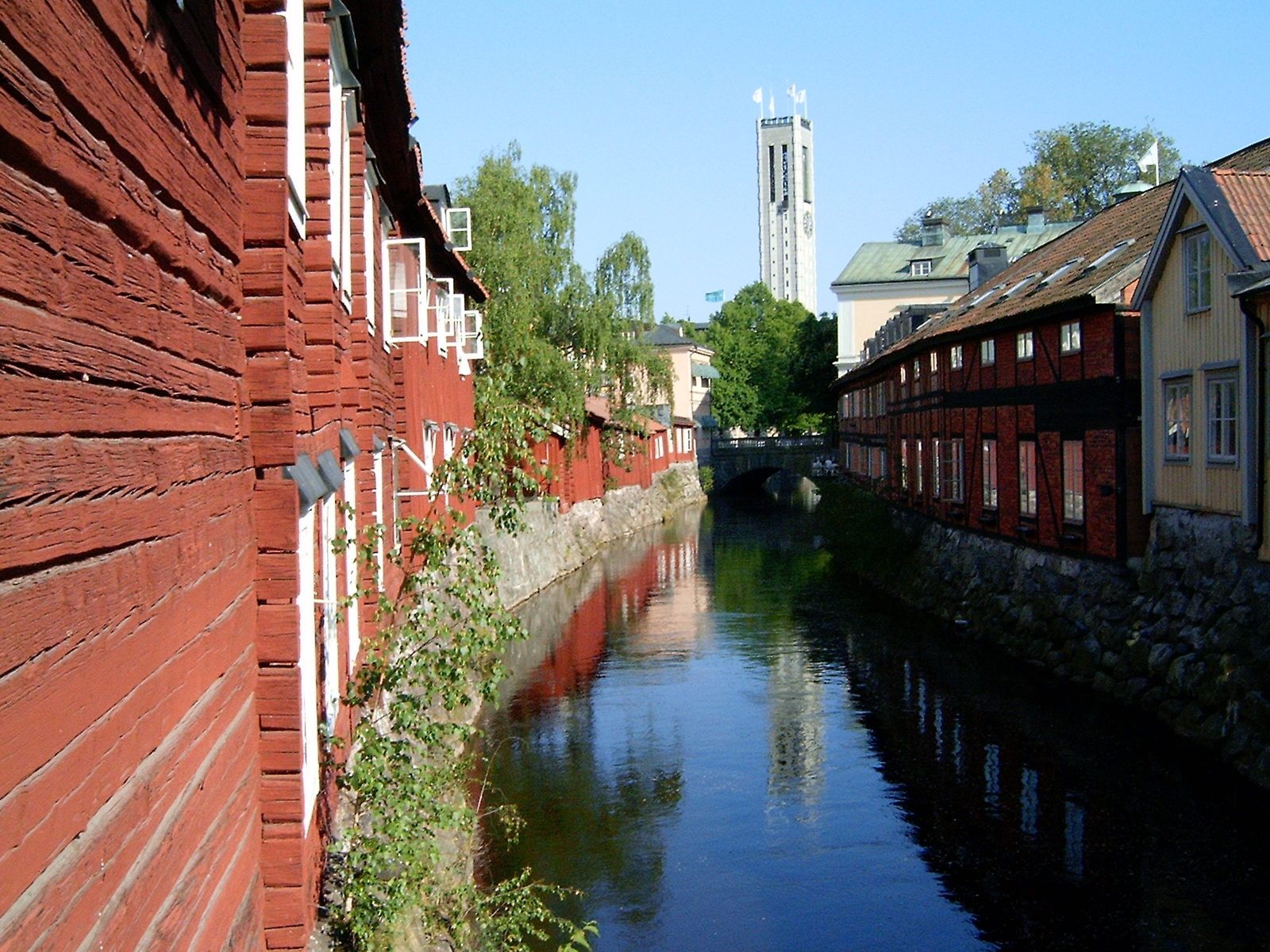
Maisons traditionnelles suédoises en bois à Västerås.

### Préhistoire
Des découvertes archéologiques prouvent que le territoire suédois a été colonisé au cours de l'âge de la pierre, lorsque les terres émergent de la glace accumulée pendant l’ère glaciaire. Les premiers habitants vivent de chasse, de cueillette, et surtout des ressources que leur offre la future mer Baltique.
Le territoire suédois semble avoir connu une forte densité de population pendant l'âge du bronze, les traces de communautés élargies et prospères ayant été mises en évidence. La fin de l'âge du bronze ancien (environ 1200 av. J.-C.) est marquée par l'intensification de l'agriculture. Ainsi, le Sud de la Suède connaît une ouverture du paysage forestier et la création de vastes prairies.
La toute première mention écrite de l’existence du peuple suédois (Suiones en latin) est faite par Tacite en l'an 98. Ils sont aussi mentionnés par Jordanès au VIe siècle, sous les noms de Suehans ou Suetidi. L'épopée anglo-saxonne Beowulf décrit des batailles entre les Suédois et les Goths de Scandinavie (Geats) durant cette époque, qui se soldèrent par la prédominance des Suédois (Sweonas).

### Moyen Âge
Au cours des IXe et Xe siècles, la culture viking s’épanouit dans toute la Scandinavie grâce au commerce, aux pillages et aux mouvements de colonisation vers l’est (pays baltes, Russie et mer Noire).
Le mouvement de christianisation, aux XIe et XIIe siècles, se traduit notamment par la création de l’archevêché d’Uppsala en 1164. Il facilite la consolidation d’un État suédois centré sur les bords de la mer Baltique : en 1250, la dynastie des Folkung accède au pouvoir et établit sa capitale à Stockholm.
La Suède poursuit dès le milieu du XIIe siècle une politique expansionniste consistant d'abord à s'emparer de la Finlande, puis ultérieurement (à partir du début du XIIIe siècle) à prendre le contrôle des voies navigables entre la mer Baltique et le lac Ladoga.
Cependant, les ambitions suédoises visant les terres russes connaissent un arrêt brutal à la suite de la défaite suédoise lors de la bataille de la Neva. Néanmoins, des conflits incessants ont lieu entre la Suède et la République de Novgorod, qui se doublent d'un différend religieux. En effet, à la suite du grand schisme d'Orient, la Suède catholique souhaite convertir les populations orthodoxes sous domination novgorodienne au Catholicisme romain.
Les tensions ne s’apaisent qu’en 1323 avec la signature du traité de Nöteborg, lequel établit une frontière allant de la pointe est du golfe de Finlande à la pointe nord du golfe de Botnie.
Néanmoins, tout comme dans les nouveaux États de Norvège et du Danemark, une grave crise survient au XIVe siècle, aggravée par la peste noire. Malgré ces difficultés, les Suédois continuent leur expansion au nord de la péninsule scandinave, vers l’actuelle Finlande.
En 1397, les trois États de Norvège, Danemark et Suède s’unissent sous un seul monarque dans le cadre de l’union de Kalmar. Au cours du XVe siècle, les Suédois doivent ensuite résister aux tentatives de centraliser l’autorité sous la couronne danoise, parfois jusqu’à prendre les armes. La Suède finit par quitter l’Union en 1521, lorsque Gustave Eriksson Vasa rétablit l’indépendance de la couronne suédoise avant d'accéder au trône deux ans plus tard sous le nom de Gustave Ier.

### Époque moderne

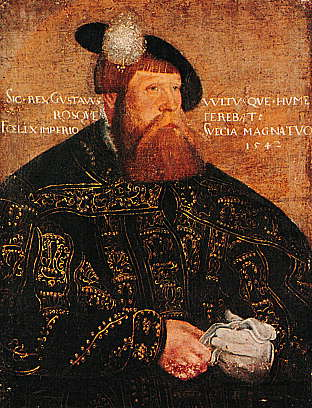
Gustave Ier Vasa.

Expansion et déclin territorial de l'empire suédois de 1580 à 1815.

Le règne de Gustave Vasa se caractérise par l’adoption de la Réforme protestante, une nouvelle consolidation de l’État et une participation accrue des bourgeois aux décisions publiques par la création d’une assemblée à quatre chambres (le Riksdag). Gustave Vasa, roi bâtisseur et pacifique, est souvent considéré comme le père de la nation suédoise.
Au cours du XVIIe siècle, la Suède s’affirme progressivement comme une grande puissance européenne, en raison notamment de son engagement dans la guerre de Trente Ans, à l’initiative du roi Gustave II Adolphe. L’intérieur du royaume connut également de profondes réformes modernisatrices grâce à l’action du comte Axel Oxenstierna.

### Époque contemporaine
Cette position de force s’écroule au XVIIIe siècle, lorsque la Russie impose sa domination à l’Europe du Nord à l’issue de la grande guerre du Nord, avant finalement de s’octroyer en 1809 la moitié est du pays et d’en faire le grand-duché de Finlande, sous administration russe.
Le roi Gustave III, à la suite d'un coup d’État en 1772, met fin au régime constitutionnel instauré par le Riksdag en 1719 et règne en despote, établissant une monarchie absolue qui prend fin en 1809, lorsque la Suède devient une monarchie constitutionnelle.
Le maréchal français Jean-Baptiste Bernadotte est élu héritier du trône puis roi de Suède sous le nom de Charles XIV. Sa dynastie règne toujours sur la Suède. Le reste du XIXe siècle et le début du XXe siècle, jusqu'en 1917 où le parlementarisme sort définitivement vainqueur, sont marqués par un transfert lent du pouvoir du roi vers le Riksdag.
L’histoire contemporaine de la Suède est remarquablement pacifique, la dernière guerre connue par le pays a été une campagne menée contre la Norvège en 1814, à l’issue de laquelle une union personnelle des deux couronnes à domination suédoise est établie. Elle est dissoute en 1905 lorsque la Norvège déclare son indépendance, mais sans entraîner de conflit.
La première cérémonie de remise des prix Nobel a lieu à l’Académie royale suédoise de musique à Stockholm en 1901. Depuis 1902, les prix sont officiellement décernés par le roi de Suède.
La Suède parvient à conserver sa neutralité pendant les Première et la Seconde guerres mondiales, à l’exception notable du soutien logistique et militaire apporté à la Finlande lors de la tentative d’invasion soviétique de 1939-1940. La Suède a joué un rôle ambigu durant la Seconde Guerre mondiale : tout en collaborant avec l'Allemagne nazie en l'approvisionnant en minerai de fer, elle met en place une politique active d'accueil des Juifs (en particulier danois) et réfugiés européens.
À la suite de l'échec de l'instauration d'une union de défense scandinave, le pays persiste dans sa politique de neutralité au cours de la guerre froide et dans les décennies suivantes, n’étant membre d’aucun traité d’alliance militaire. Elle adhère toutefois à l’Union européenne en 1995. En 2022, après l'invasion de l'Ukraine par la Russie, la Suède modifie radicalement sa politique internationale en déposant une demande d'adhésion à l'OTAN, en même temps que la Finlande. Deux ans plus tard le 7 mars 2024 la Suède rejoint l'OTAN devenant ainsi le 32e pays membre de l'OTAN.

## Politique

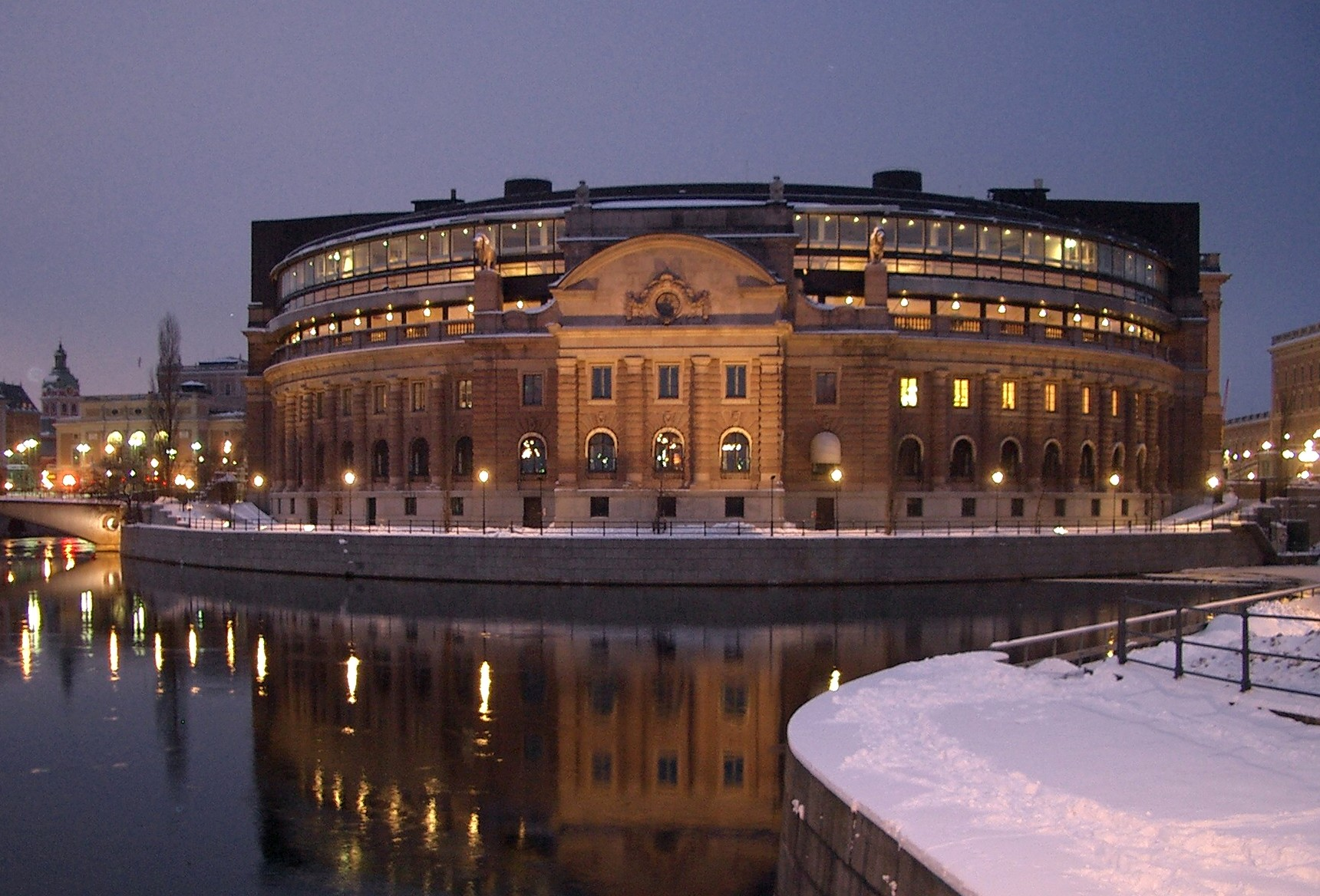
Le siège du parlement suédois à Stockholm.

### Organisation des pouvoirs
La Suède est une monarchie depuis presque un millénaire. Dès le Moyen Âge, les paysans soumis à l'impôt constituaient l'une des quatre chambres des États généraux du royaume : le Ståndsriksdagen.
Le pouvoir exécutif, jusqu'en 1680, était partagé entre le roi et un Conseil de la noblesse suédoise. Il s'ensuivit une période de monarchie absolue exercée par le roi. En réaction au fiasco de la grande guerre du Nord, le parlementarisme fut réintroduit en 1719, suivi par trois formes différentes de monarchie constitutionnelle en 1772, 1789 et enfin en 1809, lorsque la première constitution suédoise fut signée par le roi, qui s'y engage à garantir plusieurs libertés fondamentales.
En 1866, le Ståndsriksdagen fut définitivement dissous et remplacé par un système parlementaire bicaméral, le Riksdag : la Première Chambre était élue au suffrage indirect par des grands électeurs locaux, et la Seconde Chambre était élue au suffrage direct.
Le parlementarisme fut renforcé en 1917 lorsque le roi Gustave V, après des décennies d’affrontement politique qui laissaient craindre une révolution, accepta de nommer désormais des ministres devant obtenir la confiance de la majorité du Parlement. La démocratisation du régime fut complétée en 1918 avec l’adoption du suffrage universel. La participation électorale a toujours été élevée en Suède : le taux de 80 % aux élections législatives de 2002 est le plus bas jamais enregistré.
La social-démocratie a joué un rôle politique dominant depuis 1917, lorsque la branche réformiste se renforça et que la branche révolutionnaire [Laquelle ?] quitta le parti [réf. souhaitée]. L’influence du courant social-démocrate sur la société suédoise est souvent décrite comme hégémonique. La coalition des centristes et des sociaux-démocrates assura un gouvernement stable de 1932 à 1956. Par la suite, la vie politique a été totalement dominée par les seuls sociaux-démocrates, souvent soutenus par les marxistes du Vänsterpartiet et les Verts du Miljöpartiet.
En 1971, le Riksdag devint monocaméral. Selon la constitution, les 349 membres du Riksdag détiennent l’autorité suprême en Suède. L’assemblée peut modifier la constitution à la majorité qualifiée. L’initiative des lois revient concurremment aux ministres et aux parlementaires. Ces derniers sont élus pour quatre ans selon le principe de la représentation proportionnelle.
En 1975, une nouvelle constitution mit une fin définitive au pouvoir politique du roi : il n’est plus aujourd’hui que le représentant formel mais symbolique de l’État suédois, et son rôle consiste essentiellement à présider aux cérémonies officielles.

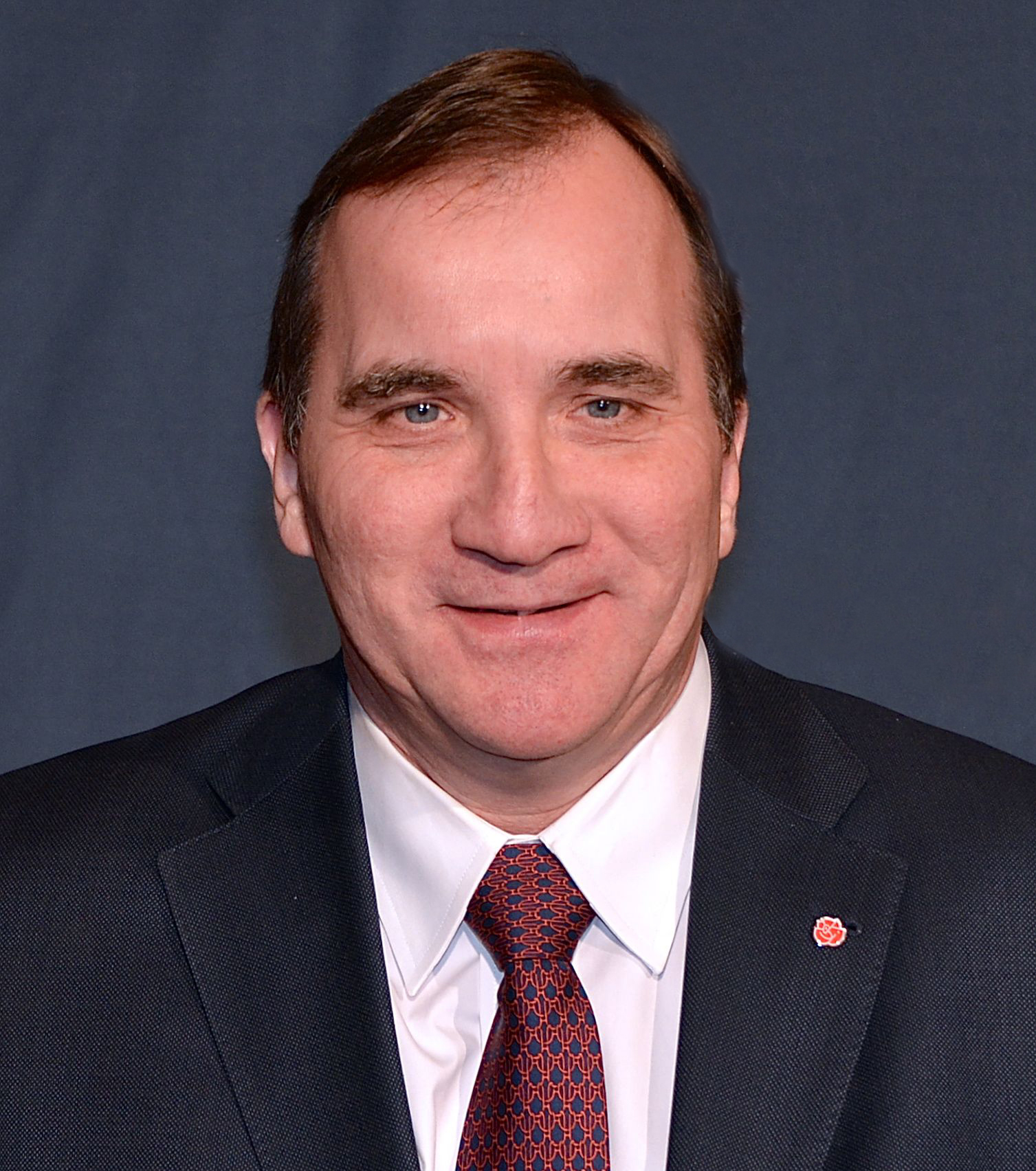
Stefan Löfven, Premier ministre suédois entre 2014 et 2021.

Le gouvernement et le parlement sont en dialogue permanent avec les autres pays nordiques dans le cadre du Conseil nordique.
Le système juridique (en), de tradition romano-germanique, se compose des juridictions civiles, pénales et administratives. Une hiérarchie existe entre tribunaux, cours d’appel et cours suprêmes. La loi suédoise est codifiée.
Le modèle économique de développement suédois, reposant sur la social-démocratie, après avoir assuré une forte croissance, affronte ses premières difficultés dans les années 1990. C'est l'époque où le pays entreprend de grandes réformes, pour alléger une fiscalité parmi les plus lourdes du monde et rendre plus flexible son marché du travail. [réf. souhaitée]
Les années 1990 voient aussi la réforme du système de retraite en Suède. Pour y parvenir, le pays a attendu 1999, après un long processus de dialogue social et la recherche d'un compromis assurant un vote unanime au parlement, et plutôt bien accueilli par le monde des affaires, car jugé politiquement et financièrement plus solide que le système qui avait prévalu pendant des décennies. Les principes essentiels de cette grande réforme ont été fixés dès 1991 par le gouvernement social-démocrate d’Ingvar Carlsson. Après un processus de concertation entre les sociaux-démocrates et une coalition de partis du centre et de la droite menée par Carl Bildt, qui a duré de 1991 à 1994, la réforme a affronté avec succès un premier vote au Parlement en 1994, sur ses principes, puis dans un second temps sur l’intégralité de la législation en 1998. Près de 80 % des députés s’étant prononcés favorablement, cette réforme cimente le consensus national, sur le plan politique.

### Partis politiques, élections et gouvernement actuels
Pendant plus de 50 ans, la Suède avait cinq partis politiques qui recevaient régulièrement suffisamment de voix pour obtenir des sièges au Riksdag - les Sociaux-démocrates, les Modérés, le Parti du centre et le Parti du peuple - Les Libéraux - avant que le Parti de l'environnement Les Verts ne devienne le sixième parti à partir des élections de 1988. Lors des élections de 1991, tandis que les Verts perdent leurs sièges, deux nouveaux partis ont obtenu des sièges pour la première fois : les Chrétiens-démocrates et la Nouvelle Démocratie. Les élections de 1994 ont vu le retour des Verts et la disparition de la Nouvelle Démocratie. Il a fallu attendre les élections en 2010 pour qu'un huitième parti, les Démocrates de Suède, obtiennent des sièges au Riksdag. Lors des élections européennes, des partis qui ont échoué à passer le seuil au Riksdag ont réussi à obtenir une représentation : la Liste de juin (2004-2009), le Parti pirate (2009-2014) et Initiative féministe (2014-2019).
Stefan Löfven, meneur du Parti social-démocrate suédois des travailleurs (SAP), a été nommé Premier ministre le 19 janvier 2019, après 131 jours sans gouvernement, grâce à la formation d'une coalition. Il dirige un gouvernement composé de 23 ministres, principalement issus d'une coalition de centre gauche, majoritaire au Riksdag depuis septembre 2014. En août 2021, il annonce sa démission de chef de son parti et donc de ses fonctions de Premier ministre à compter de novembre 2021. Sa remplaçante, Magdalena Andersson, est élue par le Parlement le 29 novembre.
L'actuel Premier ministre de la Suède est Ulf Kristersson. Alors chef du Parti modéré de rassemblement, il est élu le 17 octobre 2022 par le Riksdag grâce à une coalition avec les Chrétiens-démocrates (KD) et Les Libéraux (L), ainsi que du soutien sans participation des Démocrates de Suède (SD). Néanmoins, son élection est loin d'être unanime : 176 voix pour et 173 contre. Il devient alors le premier chef de l'exécutif suédois à dépendre du soutien d'un parti d'extrême droite,. Avec 19,1 % des voix pour son parti, Ulf Kristersson est le premier ministre le plus mal élu depuis 1978.

### Administration

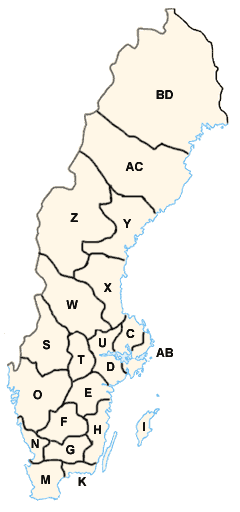
Les 21 comtés suédois.

La Suède se compose de trois grandes régions traditionnelles (Landsdelar en suédois) : le Götaland au sud, le Svealand au centre et le Norrland au nord. Jusqu’en 1809, la quatrième région de Suède était l’Österland, à l’est, aujourd’hui la Finlande.
Jusqu’aux réformes administratives menées par Axel Oxenstierna en 1634, ces trois grandes régions étaient subdivisées en 25 provinces, dites « provinces historiques » (Landskap en suédois). Les provinces n’ont plus aucune fonction administrative aujourd’hui, mais représentent pour les Suédois un important patrimoine historique et culturel auquel ils s’identifient volontiers. Elles servent également de délimitation pour les duchés.
Les comtés (län en suédois) furent institués en 1634 à l’initiative du chancelier Axel Oxenstierna en vue de l’édification d’une administration moderne. Bien que fortement inspirés des provinces préexistantes, les comtés ont des frontières souvent différentes. La Suède est divisée en 21 comtés. Dix-huit d’entre eux sont dirigés, d’une part, par un préfet (Landshövding) représentant l'État à la tête du Länsstyrelse, et d’autre part par une assemblée locale élue (Landstinget) dont la principale fonction est de gérer les services de santé. Deux comtés, Västra Götaland et Skåne, ont accédé au statut de région, et possèdent un organe de gouvernement régional (« regionalt självstyrelseorgan »). Un comté, Gotland, est composé d'une seule commune qui a pris en charge les fonctions occupées ailleurs par le « landsting »,.
Les comtés sont divisés en communes, ou kommuner, qui représentent l'échelon local du gouvernement en Suède. On dénombre 290 communes (en 2004).

### Politique étrangère
La nouvelle politique étrangère, souvent appelée la "Politique de 1812", est mise en place par Jean-Baptiste Bernadotte, prince couronné élu. La politique de 1812 contrastait fortement avec la politique étrangère traditionnelle de la Suède, caractérisée par son implication dans de nombreux conflits, notamment avec son ennemi principal, la Russie. En 1812, l'empereur Alexandre, ayant besoin d'alliés contre Napoléon s'entend avec Bernadotte. Lors de la réunion, il est convenu que la Suède acceptera que la Finlande fasse partie de la Russie en échange de l'aide du tsar pour faire pression sur le Danemark afin qu'il lui cède la Norvège.
Les troupes suédoises dirigées par Bernadotte participent aux guerres napoléoniennes en 1813 et 1814, combattant contre la France (ils jouent un maigre rôle à la bataille de Leipzig) et le Danemark. La Suède force le Danemark à lui remettre la Norvège par le traité de Kiel (14 janvier 1814). Depuis lors, la Suède n'a plus pris part à aucun conflit armé (à l'exception de missions de maintien de la paix).
Au cours du XXe siècle, la politique étrangère suédoise reste fondée sur les principes de la non-participation aux alliances en temps de paix et sur une politique de neutralité en cas de guerre. Après son adhésion à l'Union européenne en 1995, la Suède révise en partie sa doctrine de politique étrangère qui prend en compte une participation plus active à la coopération européenne.
Le 16 mai 2022, le royaume de Suède officialise sa demande d'adhésion à l'OTAN à la suite de l'invasion de l'Ukraine par la Russie et rejoint donc la Finlande, qui en a officiellement fait la demande le 15 mai 2022.
À la fin juin, les États membres de l'OTAN ont donné leur feu vert à l'adhésion des deux pays scandinaves qui, jusqu'à l'invasion russe de l'Ukraine, avaient toujours privilégié la neutralité. Chaque État membre doit maintenant approuver l'entrée des deux pays dans l'OTAN.
Le 4 juillet 2022, au siège de l'OTAN, à Bruxelles, la Suède a mené à bien, conjointement avec la Finlande, les pourparlers d'adhésion, confirmant sa volonté et sa capacité d'honorer les obligations et engagements politiques, juridiques et militaires liés au statut de membre de l’OTAN. Le 5 juillet, les Alliés ont signé le protocole d'accession de la Suède, laquelle est alors devenue un « pays invité ». Une fois que tous les Alliés auront ratifié le protocole d’accession conformément à leurs procédures nationales, le secrétaire général invitera la Suède à accéder au traité de Washington, après quoi ce pays deviendra membre de l’OTAN.
La Suède devient le trente-deuxième pays membre de l'OTAN le 7 mars 2024.

## Économie

Évolution du PIB par habitant en Europe du Nord depuis 1950 (De haut en bas : Norvège, Danemark, Suède, Islande et Finlande).

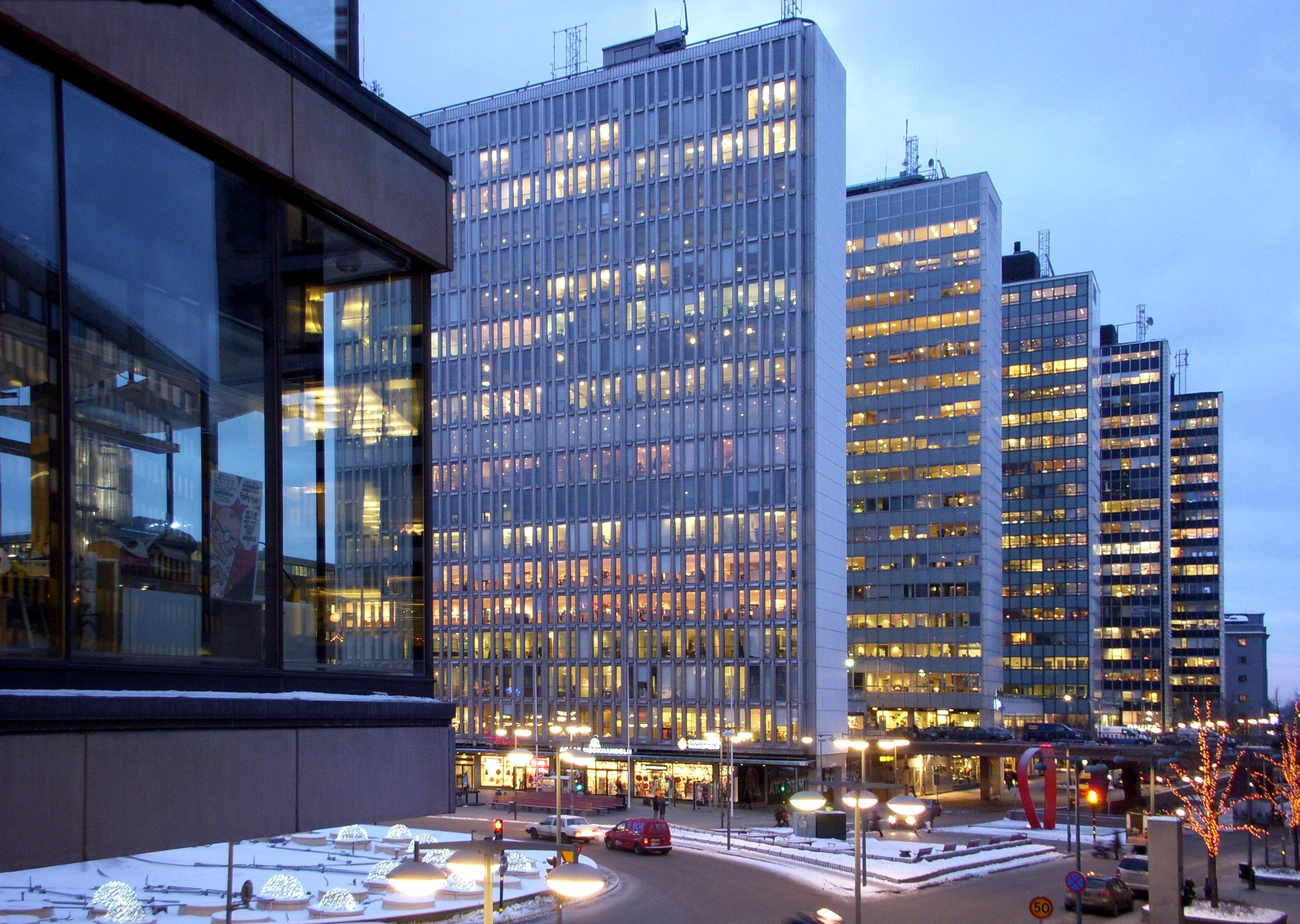
Quartier de Norrmalm (Stockholm).

Favorisée par la paix et la neutralité politique tout au long du XXe siècle, la population suédoise a atteint un niveau de vie enviable reposant sur les deux piliers de la haute technologie et d’un État-providence puissant. Le pays dispose d’excellentes infrastructures de transport et de communication et d’une main-d’œuvre hautement qualifiée. Le bois, l’hydroélectricité et le fer constituent les ressources de base d’une économie orientée vers le commerce extérieur. La Suède est également le premier pays à consommer plus d'énergies renouvelables que d'énergies fossiles, grâce à une importante biomasse (bois, principalement).
La proportion de la population employée dans le secteur secondaire (industrie) était en 1960 de 43,9 % puis de 29,1 % en 1987 selon les chiffres du BIT.
À la suite d'une crise du modèle suédois au cours des années 1990, la politique de rigueur budgétaire adoptée par le gouvernement a conduit à un excédent substantiel en 2001. Ce dernier fut réduit de moitié en 2002, en raison du ralentissement économique mondial. La Banque de Suède se fixe comme objectif la stabilité des prix avec une cible d’inflation à 2 %.
En 2003, l'adoption de l'euro fut rejetée dans un référendum où les opposants à l'euro emportèrent une victoire convaincante. La majorité des partis politiques était pourtant officiellement en faveur de l'adoption.
Le taux de croissance pour 2004 devrait s’élever à 3,5 %, confirmant une santé économique remarquable par rapport à la moyenne des pays de l’Union européenne. Le chômage atteint 6,2 % selon les statistiques officielles en 2008 mais serait plus proche des 15 %. Cependant, cette dernière statistique provient d'une étude qui inclut aussi les personnes pouvant travailler mais ne désirant pas forcément le faire ce qui gonfle les chiffres et va à l'encontre de la définition du chômage. C'est ce qu'on appelle le « chômage technique » ou le chômage structurel qui découle alors, pour un niveau de compétence donné, du refus des travailleurs d'accepter un salaire jugé trop faible (concept de chômage volontaire et de salaire de réserve) et de l'absence d'intérêt pour les firmes de proposer un salaire trop élevé. Alors que « le chômage se définit comme l'état d'une personne sans emploi, apte au travail et désireuse de travailler ».
Connu pour son généreux système social, la Suède a néanmoins largement diminué son niveau de dépenses publiques entre 1995 et 2015. Alors que celles-ci se situaient à 63 % du PIB entre 1986 et 1995, elles se réduisent à 53,5 % en 2000, pour s'établir à 50,5 % en 2015.
La Suède est passée à un système de retraite par points en 1998 en raison de difficultés financières. En conséquence, les carrières hachées ainsi que le travail à temps partiel sont pénalisés. Les pensions s’en trouvent ainsi amaigries. Les femmes sont les plus pénalisées, touchant en moyenne 600 euros de moins par mois que les hommes. L’« équilibrage » automatique destiné à assurer la stabilité financière du régime a été enclenché à trois reprises, en 2010, 2011 et 2014. Les retraités suédois ont vu leurs pensions baisser de 3 %, 4,3 % et 2,7 %. Ce système pousse les salariés à travailler plus longtemps. En 2019, 38 % des personnes âgées de 67 ans continuent d'exercer un emploi, contre 18 % en 2000 (juste avant le nouveau régime). Le taux de pauvreté des retraités s'élève à 14,7 % en 2017.
Parmi les entreprises suédoises, on peut citer Ericsson, Electrolux, H&M, Ikea, Spotify, Saab, Scania, Tele2, Tetra Pak et Volvo.
La Suède présente l'un des taux d'emploi dans les administrations publiques (nombre de fonctionnaires par habitant) les plus élevés des pays de l'OCDE, celui-ci s’élevant en 2018 à 138,5 ‰ (88,5 ‰ en France).

## Population

### Démographie

Densité de la population suédoise, en nombre d'habitants par kilomètre carré par commune en 2007.

Au 28 février 2017, la Suède compte 10 014 873 habitants, en janvier 2025, elle en compte 10 588 020. La croissance démographique annuelle est de 1,5 %, l'une des plus élevées d'Europe.
Le taux d'urbanisation est de 87 % alors que les villes n'occupent que 1,5 % du territoire. La densité de celles-ci est de 1 437 hab./km2.
La Suède a une des espérances de vie les plus élevées au monde, et un des taux de natalité les plus hauts en Europe malgré le fait que, dès 1969, son taux de fécondité passa en dessous du seuil de renouvellement (2,1 enfants par femme). Elle compte environ 17 000 Sames au nord, et 50 000 Suédois de souche finlandaise, à ne pas confondre avec les immigrants finlandais du XXe siècle.
Depuis les années 1990, de larges pans de l'éducation ont été confiés à des entreprises privées, entièrement financées par des fonds publics, donc sans participation financière des parents. Un enfant sur cinq est actuellement confié au privé.
La Suède dispose d’un système de crèches pouvant garantir une place à tout enfant âgé de 2 à 5 ans. L’État-providence, fortement développé, accorde également de longs congés parentaux à la mère et au père d’un enfant, un plafond pour les dépenses de santé, des pensions minimales de retraite et des indemnités maladie.

### Immigration
La nation suédoise fut un pays d’émigration jusqu’à la fin de la Première Guerre mondiale (près de 1,5 million de Suédois émigrèrent aux États-Unis vers la 2e moitié du XIXe siècle à cause principalement de la famine), puis une nation d’immigration après la Seconde Guerre mondiale. Près de 12 % des résidents sont nés à l’étranger, et environ un cinquième de la population suédoise est constitué soit d’immigrants, soit d’enfants d’immigrants. Les immigrants les plus nombreux viennent de Finlande, d’ex-Yougoslavie, d’Iran, de Norvège, du Danemark et de Pologne. Cette composition témoigne des fortes migrations entre pays nordiques, de l’immigration de main-d’œuvre dans les années 1960, puis du regroupement familial.
Les Finlandais constituent la première grosse vague d’immigration en Suède contemporaine. Au cours de la Seconde Guerre mondiale, près de 70 000 jeunes Finlandais fuirent leur pays en raison de l’invasion soviétique. 15 000 d’entre eux restèrent en Suède après la guerre, et d’autres y retournèrent à l'âge adulte. Les difficultés d’après-guerre en Finlande poussèrent ensuite un grand nombre de chômeurs finlandais vers la prospère économie suédoise des années 1950 et 1960. Au plus fort du phénomène, 400 000 Finlandais vivaient en Suède, mais à la suite de la première crise pétrolière en 1973 le taux de chômage augmenta alors que la Finlande bénéficiait de ses relations commerciales avec l’URSS. Depuis, le nombre de Finno-Suédois a chuté sous la barre des 200 000.
Les interventions soviétiques en Hongrie en 1956, puis à Prague en 1968, entraînèrent l’arrivée des premiers réfugiés politiques. Les déserteurs américains refusant d’aller se battre au Viêt Nam trouvèrent souvent refuge parmi les Suédois. Du temps du Premier ministre social-démocrate Olof Palme fut mise en place une « politique d'immigration volontariste » notamment pour les réfugiés politiques. Après le coup d’État de 1973 au Chili et l’apparition d’autres dictatures militaires en Amérique du Sud, ceux-ci se mirent à dominer le flux migratoire vers la Suède, y compris en provenance d’Iran, d’Irak et de Palestine. 135 000 réfugiés arrivés au cours des conflits yougoslaves se trouvent toujours dans le pays. Plus récemment, la Suède accueille des milliers de migrants (80 000 en 2014), dont des réfugiés syriens qui ont fui la guerre civile syrienne. Parmi les raisons de l'attractivité de la Suède sont évoqués « son généreux système social » et « sa réputation de tolérance ».
Officiellement, en 2009, le pays compte une communauté musulmane de 106 327 personnes. D'autres sources donnent le chiffre d'environ 450 000 à 500 000, ce qui représente environ 5 % de la population suédoise totale.
Les premières remises en cause du modèle immigrationniste suédois surviennent dans les années 2000-2010 avec des émeutes dans les banlieues de Stockholm, puis avec différentes affaires de harcèlement sexuel par des jeunes.
Entre 2000 et 2016, le nombre de personnes nées à l'étranger a augmenté de 80 % en moyenne. En 2016, il est rentré près de 122 000 étrangers venant d'un pays situé hors d'Europe, alors que seulement 13 000 personnes sont sorties du territoire, donnant un solde migratoire de 109 000 personnes. Alors qu'au début des années 1960, sur les 4 % des personnes nées à l'étranger, presque toutes étaient d'origine européenne et principalement des pays nordiques, en 2016, la majorité des migrants vient de pays non européens (Afghanistan, Iran, Irak, Syrie, Somalie, Érythrée). En 2017, la population d'origine étrangère sur deux générations, est sans doute la plus importante de l'Union européenne en termes relatifs avec 30,6 % (17 % sur une génération).
Entre 2002 et 2022, le nombre de personnes nées à l'étranger et résidant en Suède a doublé, pour atteindre deux millions (un cinquième de la population).

### Sécurité et criminalité
Le graphique qui aurait dû être présenté ici ne peut pas être affiché car il utilise l'ancienne extension Graph, désactivée pour des questions de sécurité. Des indications pour créer un nouveau graphique avec la nouvelle extension Chart sont disponibles ici.

- Police en Suède et Sveriges Television[49]

Le pays se situe dans la moyenne des pays de l'OCDE en matière de sécurité. En 2013, le gouvernement suédois a fermé quatre établissements pénitentiaires. Cette fermeture est la conséquence de la baisse du nombre de détenus dans le pays : 4 852 prisonniers pour 9 500 000 habitants fin 2012, soit un taux d'incarcération de 0,051 %, contre un taux de 0,079% en 2006. Cependant, selon Eurostat et le Conseil national suédois de la criminalité, la délinquance et la criminalité ne baissent pas pour autant. En 2025, le gouvernement suédois reconnaît, sur fond d'explosion de la criminalité, que les établissements pénitentiaires vont être surchargés ces prochaines années et envisage même de louer des places de prison dans d'autres pays de l'UE pour y envoyer ses détenus.
En 2009, une étude place la Suède en tête des pays d’Europe pour le nombre de viols. Si les chiffres s’expliquent en partie par la définition légèrement différente que la Suède donne du viol, celle-ci n’explique pas l'augmentation de 81 % des déclarations de viol entre 2004 et 2007. À peine 10 % des coupables désignés sont condamnés. Selon le Conseil national de la prévention des crimes suédois (Brå), depuis le début des années 2000, le nombre de plaintes pour viols et agressions sexuelles a doublé dans le royaume, passant de 10 419 par an en 2004 à 20 284 en 2016. Pour ce qui concerne uniquement les viols signalés, ceux-ci ont augmenté de 34 % au cours de la décennie 2008-2017. Le 1er juillet 2018, une nouvelle loi entre en vigueur, qui précise qu’une personne est coupable de viol dès qu’elle a accompli un acte sexuel avec une autre qui n’y a pas participé « librement ». En précisant ainsi la notion de consentement, le nombre de condamnations pour viol a augmenté de 75 %, passant de 190 en 2017 à 333 en 2019.
En 2016, seulement 14 % des crimes et des délits (qui incluent notamment cambriolages, vols simples, harcèlement ou vandalisme) ont été résolus par la police, la moitié d'entre eux n'ayant jamais déclenché une enquête.
En 2017, plusieurs émeutes ont lieu dans des banlieues de grandes villes à prédominance immigrée pendant lesquelles des voitures sont incendiées et les forces de police sont caillassées,. Ces émeutes sont parfois analysées comme des luttes de pouvoir pour tenir un territoire entre des gangs rivaux comme à Trollhättan où la police est confrontée à des migrants somaliens.
Le pays n'est pas exempt des menaces posées par le terrorisme, Le 7 avril 2017, un camion conduit par un terroriste renverse des passants à Stockholm, faisant un total de cinq morts et 14 blessés. En juin 2017, les services du renseignement intérieur annoncent que le nombre des islamistes radicaux qui était d'environ 200 en 2010 a augmenté à des « milliers » en 2017, le chef des services estimant que la situation était « grave » et présentait pour le pays un « défi historique »,.
Si le taux d'assassinats en Suède demeure relativement bas sur le plan international, la violence des gangs a explosé dans les années 2010 et le nombre de morts par balles parmi les hommes de 20 à 29 ans a augmenté de 200 % entre 2014 et 2018. À Stockholm, on compte ainsi 17 tués pour la seule année 2019. Les Suédois craignent que la police soit incapable de s'en sortir. Un rapport du Conseil national suédois pour la prévention du crime montre qu'un nombre croissant de Suédois s'inquiètent de la criminalité, la confiance en la police et dans le système judiciaire étant en baisse. En janvier 2018, le Premier ministre Stefan Löfven annonce qu'il n'excluait pas l'utilisation de l'armée pour mettre fin à la violence des gangs dans certains quartiers. Selon le New York Times, un des problèmes causés par la violence des gangs serait l'afflux d'armes lourdes auquel le système suédois de justice pénale ne serait pas préparé.
La Suède a connu une forte augmentation des explosions ces dernières années, principalement liées à des conflits entre bandes criminelles. Selon la police, l'utilisation d'explosifs dans le pays se situe maintenant à un niveau unique au monde pour un État qui n'est pas en guerre. Quelque 50 explosions ont été signalées au cours des trois premiers mois de 2019, soit une moyenne de plus d'une explosion tous les deux jours et une augmentation par rapport à la même période en 2018, une année qui a vu un nombre record de plus de trois explosions par semaine. Du 1er janvier au 30 novembre 2019, il y a eu 236 explosions contre 162 en 2018.
Selon la journaliste Paulina Neuding (sv), les fusillades liées aux gangs se sont nettement intensifiées, de plus en plus souvent en plein jour. La Suède a enregistré en 2018 45 fusillades meurtrières dans ce que la police qualifie des « environnements criminels », soit un facteur multiplié par 10 en une génération. Les tirs mortels par habitant en Suède sont considérablement plus élevés que la moyenne européenne. Enfin, l'intimidation systématique de témoins, associée à un code de silence dans les zones d’immigration socio-économiquement faibles du pays, rend difficile l'élucidation de ce type de crime pour le système judiciaire suédois. L'augmentation de la violence liée aux gangs et d'autres types de criminalité a, toujours selon cette journaliste, de profondes répercussions sur la société suédoise. Ainsi, un tiers des jeunes femmes déclarent ne pas se sentir en sécurité lorsqu'elles sortent la nuit. Une récente enquête menée dans les trois plus grandes villes du pays a également montré que la sécurité est désormais la principale priorité des Suédois qui cherchent à acheter une maison.
En octobre 2019, le Danemark annonce qu'il va imposer des contrôles temporaires à la frontière suédoise, après que des Suédois ont été soupçonnés d'être à l'origine de plusieurs attentats graves cette année à Copenhague. Selon Reuters, les crimes violents avec des assaillants utilisant des armes à feu et des explosifs puissants sont devenus un problème politique majeur en Suède au cours des dernières années. Parmi les incidents les plus médiatisés au cours des derniers mois, une explosion massive a démoli une partie d'un immeuble de la ville de Linköping (sud) le 7 juin 2019, blessant une vingtaine de personnes, tandis qu'une mère a été abattue en plein jour dans une rue de Malmö par-delà le pont de Copenhague.
En septembre 2020, une étude portant sur les individus condamnés pour viol, viol aggravé, tentative de viol ou tentative de viol aggravé entre 2000 et 2015, à l'encontre des femmes âgées de 18 ans et plus, constate que la majorité d'entre eux étaient des immigrés (59,3 %) dont une majorité (47,8 %) était née hors de Suède. Pour ce qui concerne les viols, le nombre de suspects a augmenté de 29,2 % entre 2007 et 2016. Malgré ces augmentations apparentes, le nombre de délinquants reconnus coupables d'infractions sexuelles est resté assez stable entre 2008 et 2017, le taux de viols résolus par la police ayant considérablement diminué depuis 2009 (31 %) pour tomber à 11 % en 2016. Le plus grand groupe de la population étudiée se trouvait parmi les délinquants nés à l'extérieur de la Suède ; une part importante provenait du Moyen-Orient - Afrique du Nord (34,5 %) suivi de l'Afrique (19,1 %). Une partie non négligeable des délinquants (32,5%) a bénéficié de l'aide sociale et plus d'un tiers avaient un faible niveau de scolarité (38,6 %). Pour les condamnations antérieures, de nombreux délinquants avaient été reconnus coupables de crimes violents (46,1 %), suivis de crimes contre les biens (36,8 %). Une partie relativement petite de la cohorte (15,9 %) avait au moins un trouble psychiatrique et un cinquième avait des troubles liés à la consommation d'alcool (19,3 %) et / ou des troubles liés à la consommation de drogues (21 %).
En 2020, quarante-sept personnes ont été tuées par arme à feu. Avec un taux de quatre morts par million d'habitant contre 1,6 en moyenne en Europe, et une augmentation notable chaque année, la Suède, selon Slate, « n'est plus un bon élève, loin de là ».
En août 2021, un rapport publié par le Conseil national de prévention du crime (Brå)) dépendant du ministère de la Justice analyse les statistiques de la criminalité entre 2007 et 2018 en fonction de l'origine des suspects. Selon ce rapport, il est 2,5 fois plus fréquent pour un immigré de première génération d'avoir des « ennuis » avec la justice que pour une personne née en Suède. Celui-ci note la part des immigrés de première et de seconde génération parmi les suspects de crimes et de délits (29,8 % en 2018), « une surreprésentation particulièrement visible dans les affaires de meurtres et les vols. » Selon Le Monde, la publication du rapport intervient dans un contexte « sensible », alors que les affrontements entre bandes rivales composées de jeunes « souvent issus de l'immigration » sont à l'origine d'une flamblée de violence dans le pays. Entre le 1er janvier et le 15 août, les policiers ont enregistré 192 fusillades ayant fait 26 morts et 57 blessés dont deux enfants en bas âge. Pour l'ensemble de l'année, 46 homicides ont été commis lors de 335 fusillades, 112 personnes ont été blessées. En 2022, la Suède est le théâtre de 391 fusillades, dont 62 mortelles, un chiffre en augmentation par rapport aux années précédentes. La Suède est l’État européen le plus touché par les règlements de compte.
En septembre 2023, après que trois personnes sont mortes dans des fusillades et explosions en moins de 24 heures, des partis à gauche comme à droite demandent l’intervention de l’armée. Le conflit entre gangs pour le contrôle du trafic de drogue concerne particulièrement la ville d’Uppsala, qui connaît une escalade de la violence depuis fin juin. Selon les décomptes de la chaîne de télévision publique Sveriges Television (SVT), douze personnes sont mortes dans des fusillades et explosions en septembre, mois le plus meurtrier en quatre ans,.
En avril 2024, afin de mieux lutter contre la violence des bandes criminelles, le Parlement adopte une loi autorisant la police à créer des zones temporaires pour mener des fouilles au corps sans suspicion de crime. En 2024, le nombre de fusillades baisse pour la deuxième année consécutive, avec 296 fusillades, soit une diminution de 20 % par rapport à l’année précédente.

### Langues
Quelque 93 % des citoyens suédois ont le suédois comme langue maternelle et environ 4 % qui ont le finnois comme langue maternelle. Le saame ou lapon est parlé par 50 000  à   65 000 locuteurs, surtout au nord du pays. L'anglais est largement compris, surtout chez les jeunes. Quelque 86 % des Suédois comprennent l'anglais à des degrés divers. En 2013, 92 % des jeunes entre 15 et 40 ans sont parfaitement anglophones[réf. nécessaire]. L'allemand et plus rarement le français sont parfois enseignés.
D'autres langues minoritaires sont parlées dans le royaume tel que le romani et le yiddish, mais aussi, du fait de l'immigration récente, le turc, l'arabe, le persan, le kurde et le grec.
L'intercompréhension est possible entre les locuteurs des langues scandinaves (danois, norvégien et dans une moindre mesure, islandais), mais pas avec le finnois, qui est une langue finno-ougrienne.

### Religion
À la fin de l'âge des Vikings, la Suède se convertit au christianisme. Le missionnaire franc Anschaire de Brême vint deux fois à Birka dans la première moitié du IXe siècle. La religion chrétienne s'est implantée en Suède vers la fin du XIe siècle sur les bords du lac Mälar et dans la région d'Uppsala. Les premières églises furent construites au début du XIIe siècle, notamment à Sigtuna ou Linköping. Le premier archevêque fut intronisé en 1164 à Uppsala.
La majorité des Suédois sont luthériens. En 2022, 52,8 % des habitants étaient membres de l'Église de Suède, un chiffre en diminution constante.
Le reste de la population est composé de personnes sans religion, de catholiques (1,15 %), orthodoxes (1,2 %), musulmans (5,1 %), juifs (0,2 %), etc.

## Culture

### Musique
La Suède a une longue tradition de musique : skillingtryck, Carl Michael Bellman, Monica Zetterlund, danse folklorique, Evert Taube... et c'est un pays avec une culture musicale notamment orientée vers le chant et la chorale. On dit même que la langue suédoise se prête très bien au chant classique, comme l'italien, grâce à ses voyelles. La Suède donne à l'opéra de nombreux chanteurs tel qu'Anne Sofie von Otter. Le pays compte également deux orchestres de renom, l'Orchestre philharmonique royal de Stockholm et l'Orchestre symphonique de Göteborg.
Concernant la musique de variétés, la Suède a gagné le concours Eurovision de la chanson sept fois, mais seulement[pourquoi ?] deux fois en langue suédoise :
- 1974 : ABBA avec la chanson Waterloo
- 1984 : Herreys avec la chanson Diggi-Loo Diggi-Ley
- 1991 : Carola Häggkvist avec la chanson Fångad av en stormvind
- 1999 : Charlotte Nilsson-Perrelli avec la chanson Take Me to Your Heaven
- 2012 : Loreen avec la chanson Euphoria
- 2015 : Måns Zelmerlöw avec la chanson Heroes
- 2023 : Loreen avec la chanson Tattoo

La Suède regroupe aussi de nombreux groupes musicaux qui ont eu un succès international, tels qu'Ace of Base en 1993 avec All that she wants, Roxette avec Pearls of Passion en 1986 et les Cardigans plus récemment avec Lovefool. On peut nommer Eagle-Eye Cherry, Neneh Cherry, Stefan Olsdal (du groupe Placebo) et Titiyo, sans oublier le groupe Europe avec son Final Countdown.
La Suède est le troisième pays exportateur de musique, derrière les États-Unis et le Royaume-Uni,. En 2004 et pour la première fois, la Suède a exporté plus vers l'Angleterre que l'Angleterre vers elle-même. Cette culture musicale remonte sans doute à la victoire d'ABBA à l'Eurovision et donc à l'émergence de ce groupe, qui a vendu plus de 370 millions d'albums à travers le monde tout au long de sa carrière.
La musique électronique et électroacoustique suédoise est connue grâce à l'œuvre de Joakim Sandgren. La musique électronique suédoise est aujourd’hui connue à travers les DJs comme le groupe de la Swedish House Mafia, Avicii, Alesso, Otto Knows par exemple. Le heavy metal, notamment viking metal et death metal mélodique, est également populaire. Des groupes comme In Flames (plus de deux millions d'albums vendus dans le monde), Amon Amarth, Ghost, Soilwork, Dark Tranquillity, Opeth, Pain of Salvation, Meshuggah, Arch Enemy, Darkane ou encore At the Gates et Sabaton sont connus et ont une très grande influence musicale partout dans le monde. Mais quelques années plus tôt, la Suède était connue pour avoir hébergé l'un des groupes précurseurs du black metal et du viking metal, Bathory (dont le leader Quorthon est mort en 2004). Parmi d'autres groupes majeurs du black suédois, on peut citer Dissection, qui est le premier groupe à fusionner black et death, et Watain. Au sein du viking metal, on peut citer Vintersorg. Enfin, la Suède compte aussi un groupe de metal exclusivement féminin (quatre femmes) nommé Crucified Barbara, ayant sorti deux albums. La Suède a aussi abrité quelques groupes de death metal au moment où le style décollait, à la fin des années 1980 et au début des années 1990 : Nihilist (en), Entombed, Dismember, Grave, Unleashed. Ils se distinguaient de la scène death metal américaine par leur son plus « crade », leur approche plus punk et primitive du mouvement et leur technique moindre.
Dans les années 1980 émergea le Metal Néo-Classique popularisé par le guitariste Yngwie J. Malmsteen.
Le rock reste cependant la musique majeure de Suède avec des groupes comme The Hives, Millencolin, Kent, The Soundtrack of Our Lives, The Sounds, Backyard Babies, Caesars Palace. Une minorité rap est représentée par Timbuktu, et ska par Svenska Akademien.
Il existe également un folk rock populaire en Suède : Lars Winnerbäck.
D'autre part, le groupe Alcazar est également un nom à connaître, leur musique est un mélange de disco et de musique house reprenant des samples d'anciens groupes tels que Sheila and B. Devotion. Pour le jazz, on compte notamment Niels Landgren et sa formation funky, Niels Landgren Funk Unit (NLFU)[réf. nécessaire].
De plus, la Suède organise en période de février-mars son grand concours de chanson le Melodifestivalen, lui permettant de sélectionner l'artiste qui ira la représenter au concours Eurovision de la chanson. Ce concours dure environ un mois: beaucoup d'artistes suédois y présentent une chanson et le public vote pour élire la meilleure. Il a comme particularité de se dérouler à différents endroits un peu partout en Suède, durant la période des demi-finales, puis se termine toujours à Stockholm. Il a révélé de nombreux artistes, comme le groupe ABBA, Carola Häggkvist ou Linda Bengtzing.
Certains artistes suédois ont préféré la France comme terre d'accueil et y ont rencontré le succès : Fredrika Stahl, Jay-Jay Johanson, Herman Dune ou encore Peter von Poehl. On n'oubliera pas de citer le renouveau de la pop suédoise avec José González, I'm from Barcelona, Loney, Dear, Love Is All, The Knife, Deportees (en) et, dans un registre plus intimiste, Frida Hyvönen. Des artistes tels que les virtuoses de Freak Kitchen ont réussi à s'exporter aux États-Unis pour faire connaître leur musique qui est une alliance de jazz, de metal et de musique indienne. Leur leader est Mattias IA Eklundh. [Information douteuse] [réf. nécessaire]

### Littérature et cinéma
Le grand prix de l'Académie suédoise (« Svenska akademiens stora pris ») est un prix rare pour auteurs suédois et non un prix annuel et international comme le prix Nobel de littérature, qui a été décerné au poète suédois Tomas Tranströmer en 2011.
Le prix August (« Augustpriset ») est un prix annuel pour auteurs suédois. Le livre qui a gagné le prix 2000, Populärmusik från Vittula, a été adapté en un film en 2004.
La série Millenium de Stieg Larsson, dont ont aussi été tirés trois films, a mis en lumière la littérature suédoise policière. Celle-ci, cependant, ne se limite pas à cet auteur. Henning Mankell en est un digne représentant, ses œuvres se sont exportées dans le monde entier. On peut aussi nommer la romancière Camilla Läckberg qui écrit une saga policière avec son héroïne Erica Falk.
Parmi les réalisateurs de cinéma, on peut citer Ingmar Bergman, ainsi que Bo Widerberg ou Lukas Moodysson, avec des films comme Together ou Lilya 4-ever.

### Astronomie
La Suède possède le plus grand modèle réduit du système solaire au monde : le système solaire suédois s'étend sur toute la Suède le long de la mer Baltique depuis Stockholm où est situé le Soleil jusqu'à Kiruna où se trouve le choc terminal. Le Soleil est représenté à Stockholm par l'Ericsson Globe qui est le plus grand bâtiment sphérique du monde (110 m de diamètre).

### Personnalités suédoises
- Sports :
  - Ski : Jon Olsson, Ingemar Stenmark (slalom), Anja Pärson, Emelie Forsberg (trail et ski alpin).
  - Tennis : Björn Borg, Mats Wilander, Stefan Edberg.
  - Sports automobiles : Ronnie Peterson (Formule 1), Björn Waldegård (WRC), Stig Blomqvist (WRC), Håkan Carlqvist (moto-cross), Torsten Hallman (en) (moto-cross), Bengt Aberg (en) (moto-cross), Bill Nilsson (en) (moto-cross).
  - Athlétisme : Carolina Klüft, Armand Duplantis.
  - Football : Zlatan Ibrahimović, Johan Elmander, Kennet Andersson, Henrik Larsson, Kim Källström, Pär Zetterberg, Roger Magnusson, Jimmy Durmaz, Alexander Isak
  - Handball : Kim Andersson, Mattias Andersson, Magnus Jernemyr, Johan Sjöstrand
  - Tennis de table : Jan-Ove Waldner
  - Hockey sur glace : Peter Forsberg, Mats Sundin, Henrik Zetterberg, Nicklas Lidström, Markus Näslund, Johan Franzén, Niklas Kronwall, Henrik Lundqvist, Gabriel Landeskog, Daniel Alfredsson, les frères Daniel Sedin et Henrik Sedin.
  - Équitation : Linda Heed (sv), Malin Baryard-Johnsson
  - Sports de combat : Alexander Gustafsson (UFC), Emma Samuelsson Wertsén (escrime)
- Chimie : Alfred Nobel (qui créa le prix Nobel), Svante August Arrhenius.
- Physique : Anders Celsius, Anders Jonas Ångström (découvrit la présence d'azote dans l'atmosphère du Soleil).
- Botanique : Carl von Linné, naturaliste.
- Musique : ABBA (groupe pop), Refused, Carola Häggkvist, Loreen, Ulrik Munther, Ace of Base, The Hives, Mats Söderlund (alias Günther), Millencolin, Marie Fredriksson (chanteuse du groupe Roxette), The Knife, Robyn, Yngwie Johann Malmsteen (guitariste virtuose de hard rock et inventeur du metal néo-classique), Martin Fröst (clarinettiste), Europe (groupe de glam metal), Entombed, Basshunter, The Cardigans, The Sounds, At the Gates, In Flames, Ghost, The Tallest Man on Earth, First Aid Kit, Nina Kinert, Dark Tranquillity, Opeth, Amon Amarth (groupe de Death metal mélodique), Johan Hegg (chanteur du groupe Amon Amarth et acteur), Bathory, Peter Tägtgren, Anette Olzon (chanteuse du groupe de metal symphonique Nightwish entre 2007 et 2012), Charlotte Nilsson, Linda Sundblad, Agnes Carlsson, Stefan Olsdal, Pain of Salvation, Miike Snow, Katatonia, Avicii, Eric Prydz, Steve Angello, Axwell, Sebastian Ingrosso, Laleh, Lars-Erik Larsson, Lisa Ekdahl, Soilwork, Meshuggah, September, Royal Republic (groupe de rock), Måns Zelmerlöw, Eric Saade, Swedish House Mafia, Timbuktu, Deathstars (groupe de metal industriel), Crashdïet (groupe de glam metal), Icona Pop, Grand Magus, Spiritual Beggars, Sonic Syndicate (groupe de metalcore), Zara Larsson, Herbie Crichlow, Yung Lean, The Sad Boys (Yung Lean, Yung Gud et Yung Sherman), Tove Lo, Omar Rudberg, Sabaton, Darin et Max Martin (producteur).
- Médecine : Per-Ingvar Brånemark (chirurgien et inventeur des implants en titane).
- Peinture : Tora Vega Holmström.
- Cinéma : Dolph Lundgren (acteur et réalisateur), Max von Sydow, Stellan Skarsgård, Alexander Skarsgård, Gustaf Skarsgård, Bill Skarsgård, Ingmar Bergman, Mauritz Stiller (réalisateur de la Saga de Gosta Berling en 1924), Greta Garbo (actrice), Ingrid Bergman (actrice), Mai Zetterling (actrice et réalisatrice), Roy Andersson (réalisateur d'Une histoire d'amour suédoise en 1970), Michael Nyqvist (acteur), Lena Olin (actrice), Noomi Rapace (actrice), Lukas Moodysson (réalisateur), Anita Ekberg (actrice), Malin Åkerman (actrice), Izabella Scorupco (actrice), Peter Stormare (acteur), Alicia Vikander (actrice), Erik Per Sullivan (acteur d'origine suédoise) Edvin Ryding (acteur), Omar Rudberg (acteur).
- Mode : Elin Nordegren, Victoria Silvstedt.
- Littérature (voir aussi la page Littérature suédoise) : Stig Dagerman, Åke Edwardson, P. O. Enquist, Per Anders Fogelström, Jan Guillou, Eyvind Johnson, Selma Lagerlöf, Åsa Larsson, Stieg Larsson, Björn Larsson, Astrid Lindgren, Torgny Lindgren, Henning Mankell, Liza Marklund, Harry Martinson, Lars Norén, Maj Sjöwall, August Strindberg, Göran Tunström, Helene Tursten.
- Bande dessinée : Max Andersson, Martin Kellerman, Gunnar Lundkvist.
- Jeux vidéo : Markus Persson (Notch), Frictional Games (Amnesia), Olof Kajbjer, Mikail Bill (en), Martin Larsson (Rekkles)[84].
- YouTube : PewDiePie
- Écologie : Greta Thunberg.

### Événements périodiques

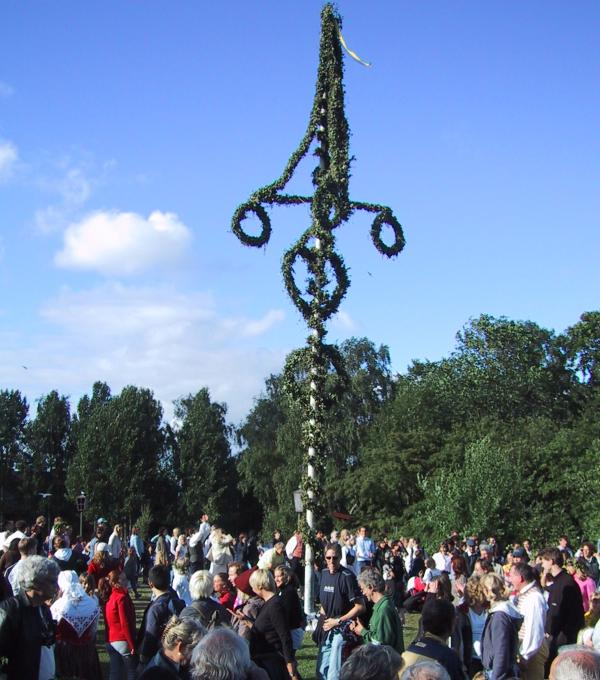
Midsommarstång (mât fleuri de la Saint-Jean).

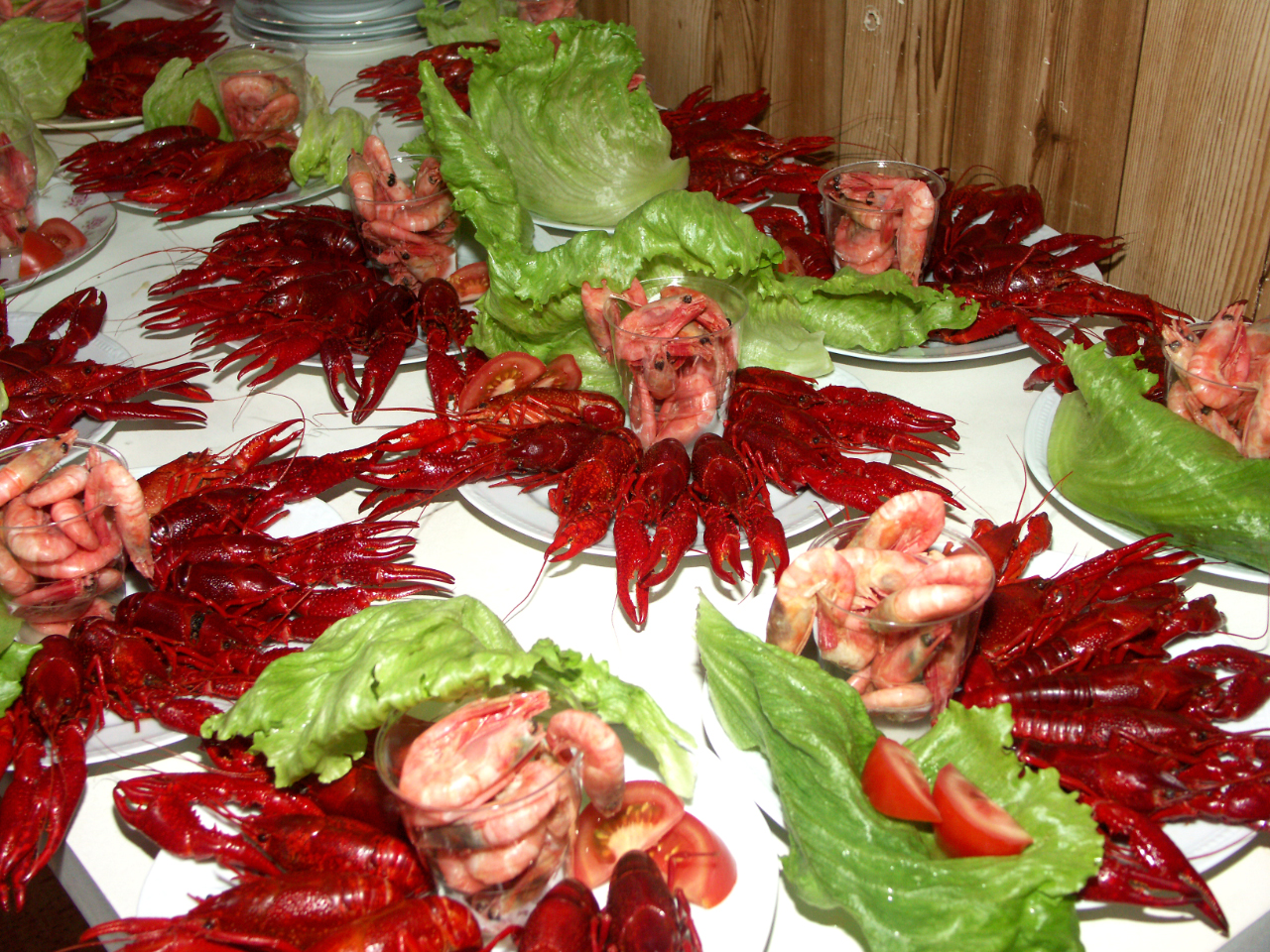
Le festin d'écrevisses (kräftskiva), fête suédoise du mois d'août.

| Date                     | Nom français            | Nom local              | Remarques                                       |
| ------------------------ | ----------------------- | ---------------------- | ----------------------------------------------- |
| 1er janvier              | Jour de l'an            | Nyårsdagen             | Fête                                            |
| 6 janvier                | Épiphanie               | Trettondagen           | Fête chrétienne                                 |
| Date mobile              | Vendredi saint          | Långfredag             | Fête chrétienne                                 |
| Date mobile              | Pâques                  | Påskdagen              | Fête chrétienne                                 |
| Date mobile              | Lundi de Pâques         | Annandag påsk          | Fête chrétienne                                 |
| 1er mai                  | Premier mai             | Första maj             | Fête du Printemps et fête du Travail            |
| 6e jeudi après Pâques    | Ascension               | Kristi himmelsfärdsdag | Fête chrétienne                                 |
| 7e dimanche après Pâques | Pentecôte               | Pingstdagen            | Fête chrétienne                                 |
| 6 juin                   | Fête nationale suédoise | Nationaldagen          | Fête nationale, férié depuis 2005 seulement     |
| Dernier vendredi de juin |                         | Midsommarafton         | Jour férié, dernier vendredi de juin            |
| Dernier samedi de juin   |                         | Midsommardagen         | Fête du solstice d'été, dernier samedi de juin  |
| Date mobile              | Toussaint               | Alla helgons dag       | Fête chrétienne, samedi 31 octobre - 6 novembre |
| 13 décembre              | Sainte-Lucie            | Sankta-Lucia           |                                                 |
| 24 décembre              |                         | Julafton               | Jour férié                                      |
| 25 décembre              | Noël                    | Juldagen               | Fête chrétienne                                 |
| 26 décembre              |                         | Annandag jul           | Fête chrétienne                                 |
| 31 décembre              | Saint-Sylvestre         | Nyårsafton             | Jour férié                                      |

### Patrimoine mondial

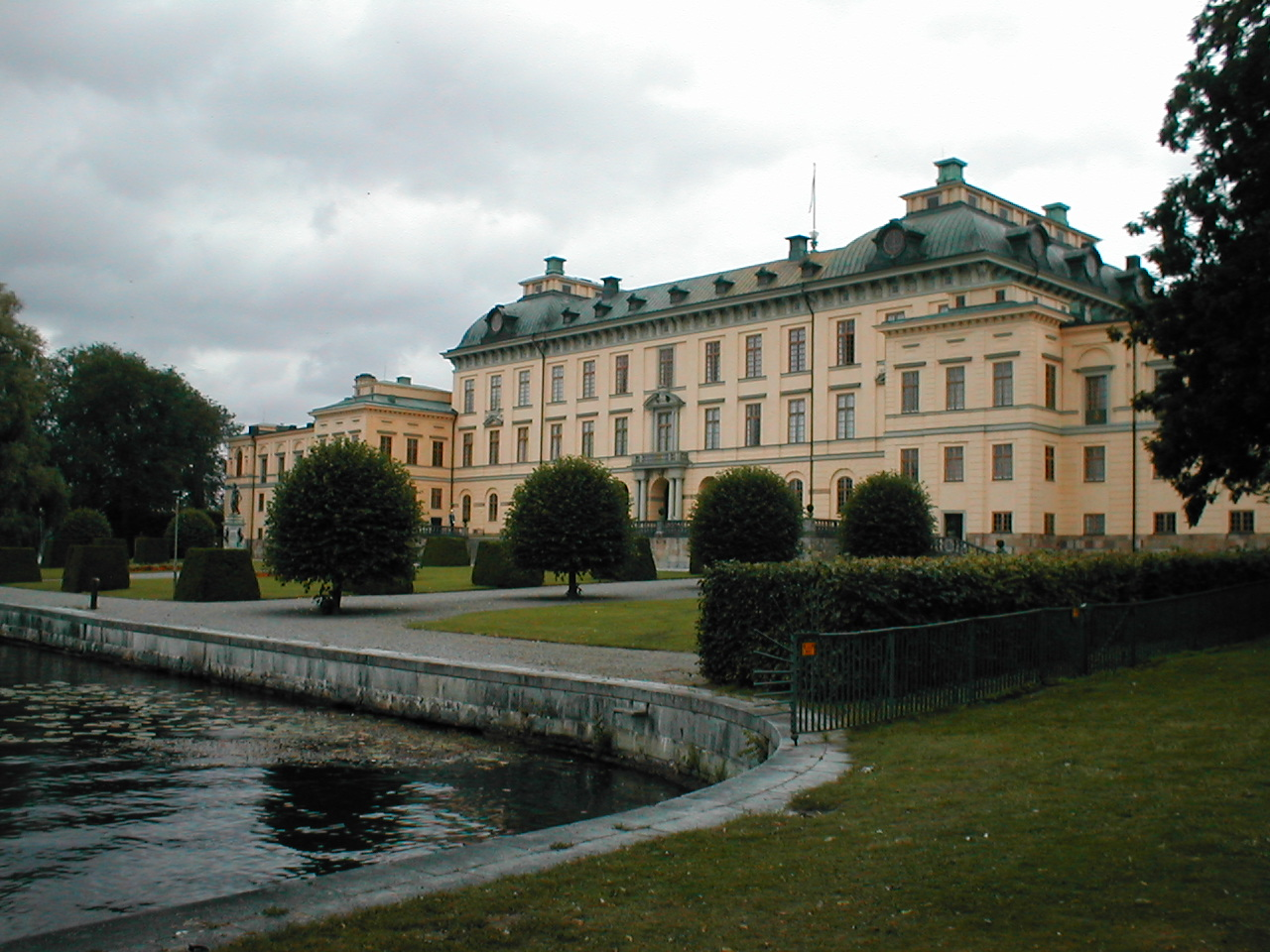
Le château de Drottningholm (1991).
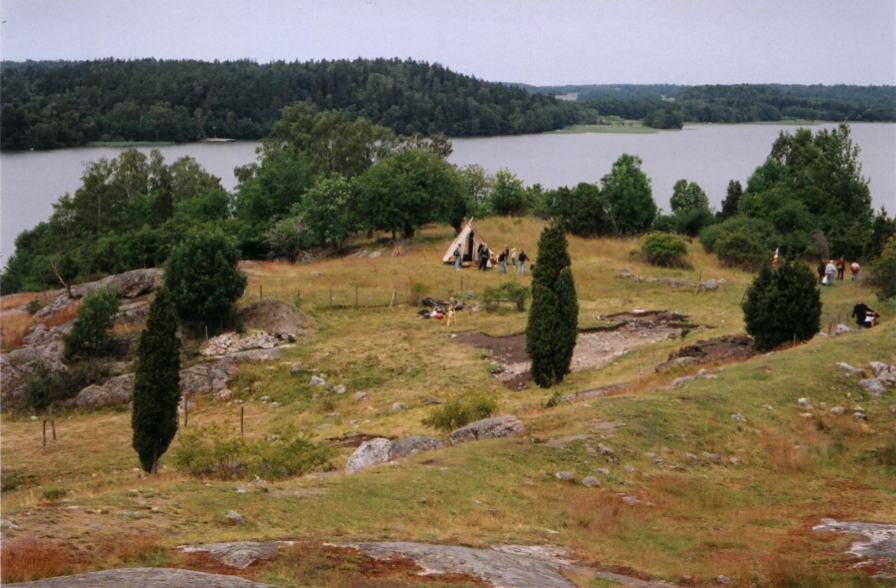
Birka et Hovgården (1993).
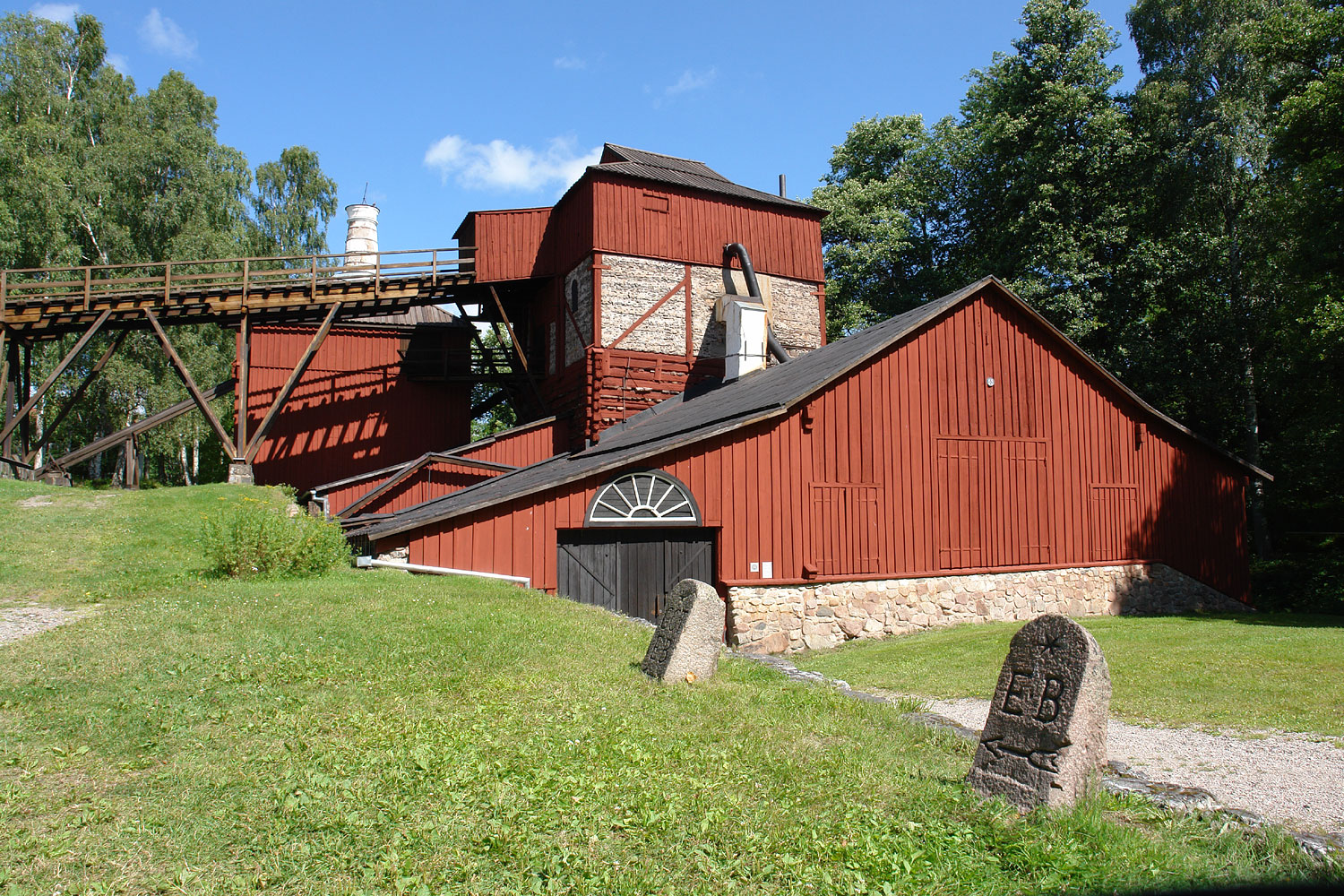
Forges d'Engelsberg (1993).
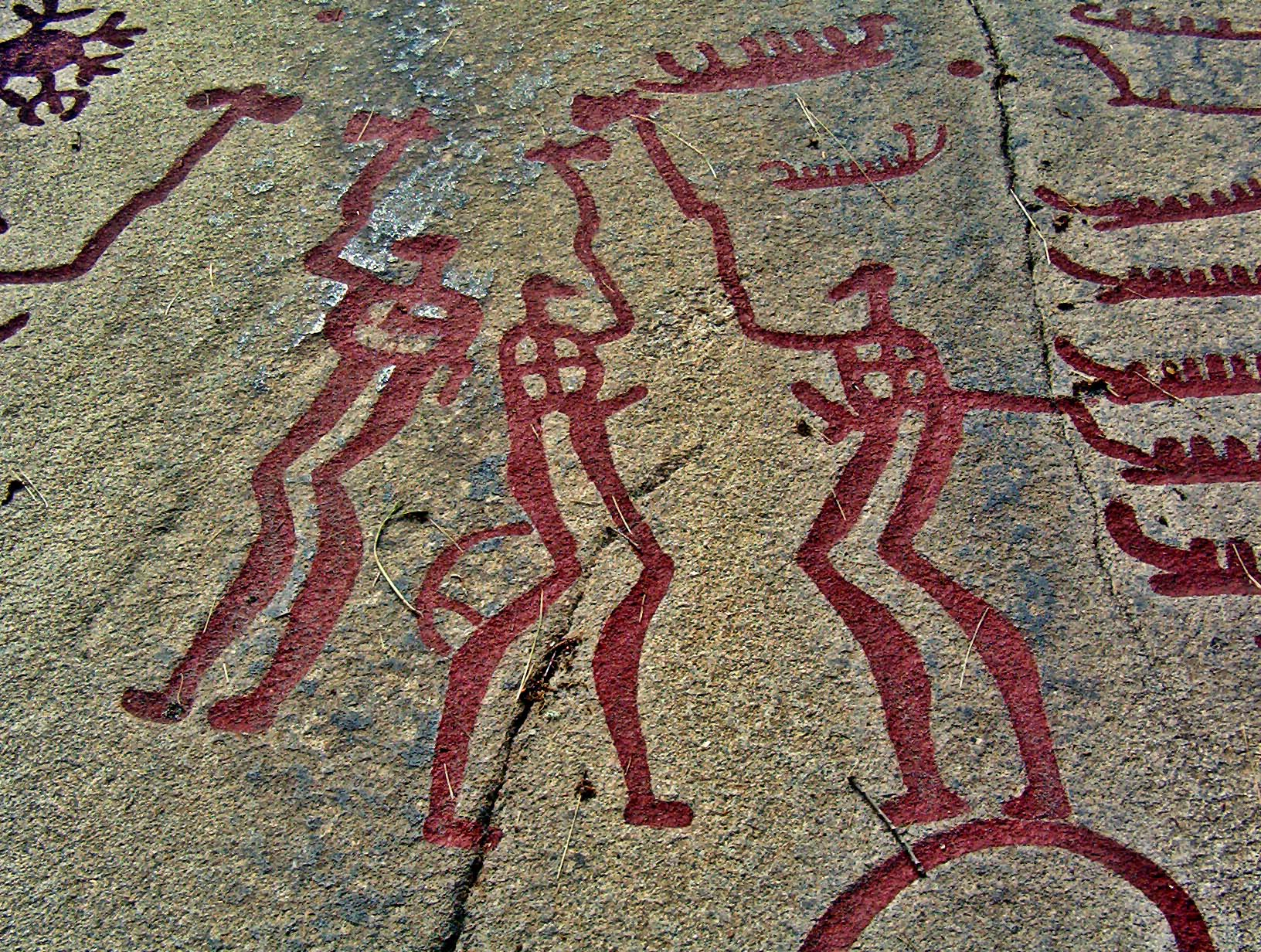
Les gravures rupestres de Tanum (1993).
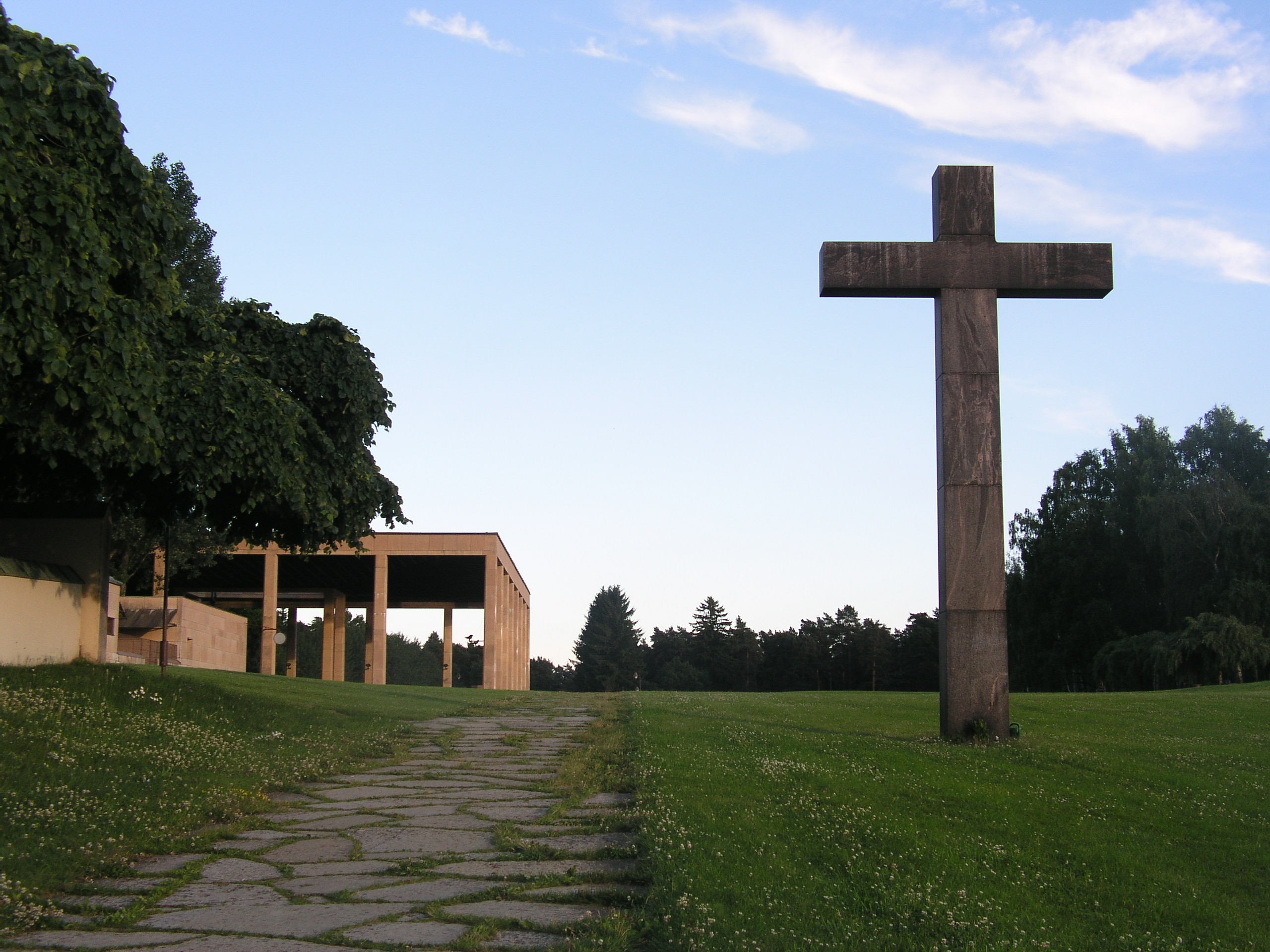
Cimetière boisé de Stockholm (1994).
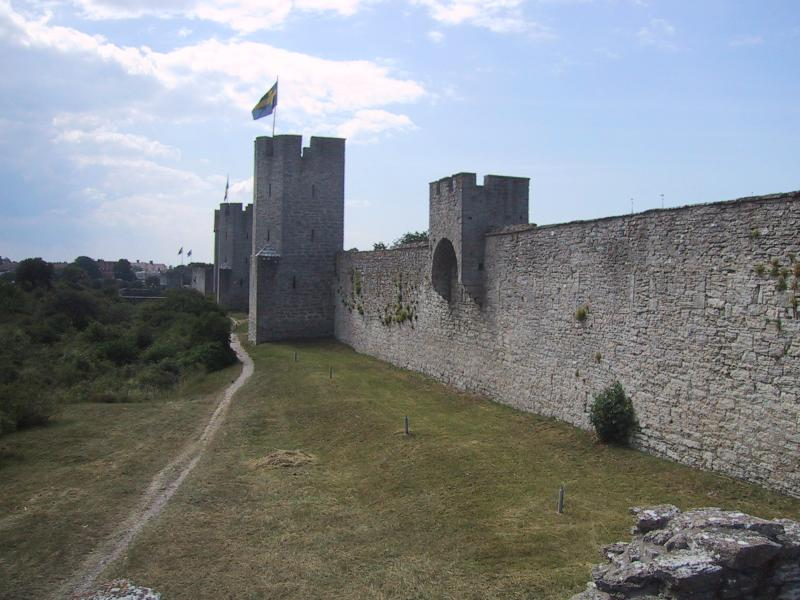
La ville hanséatique de Visby (1995).
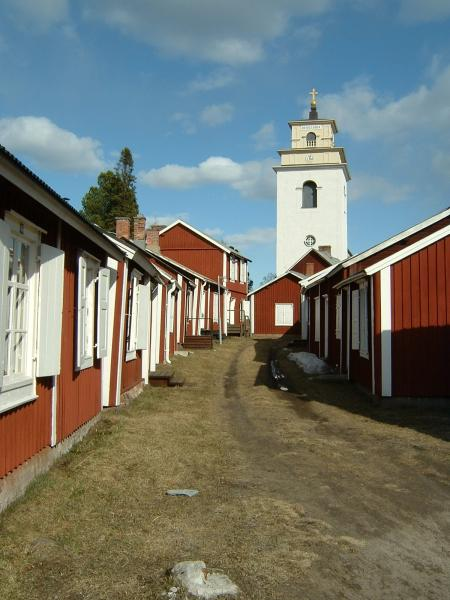
Gammelstad (1996).
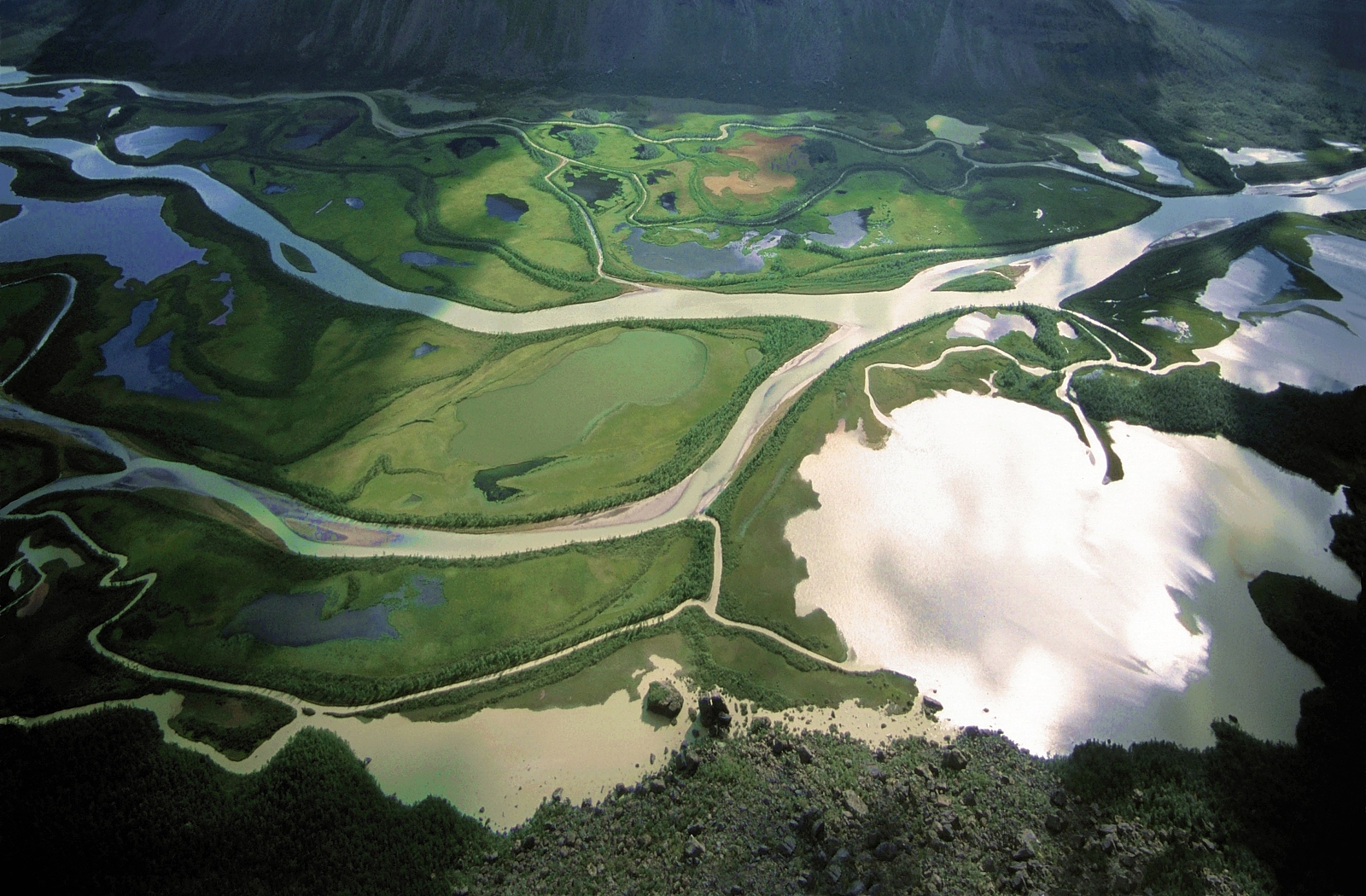
Région de Laponie (1996).
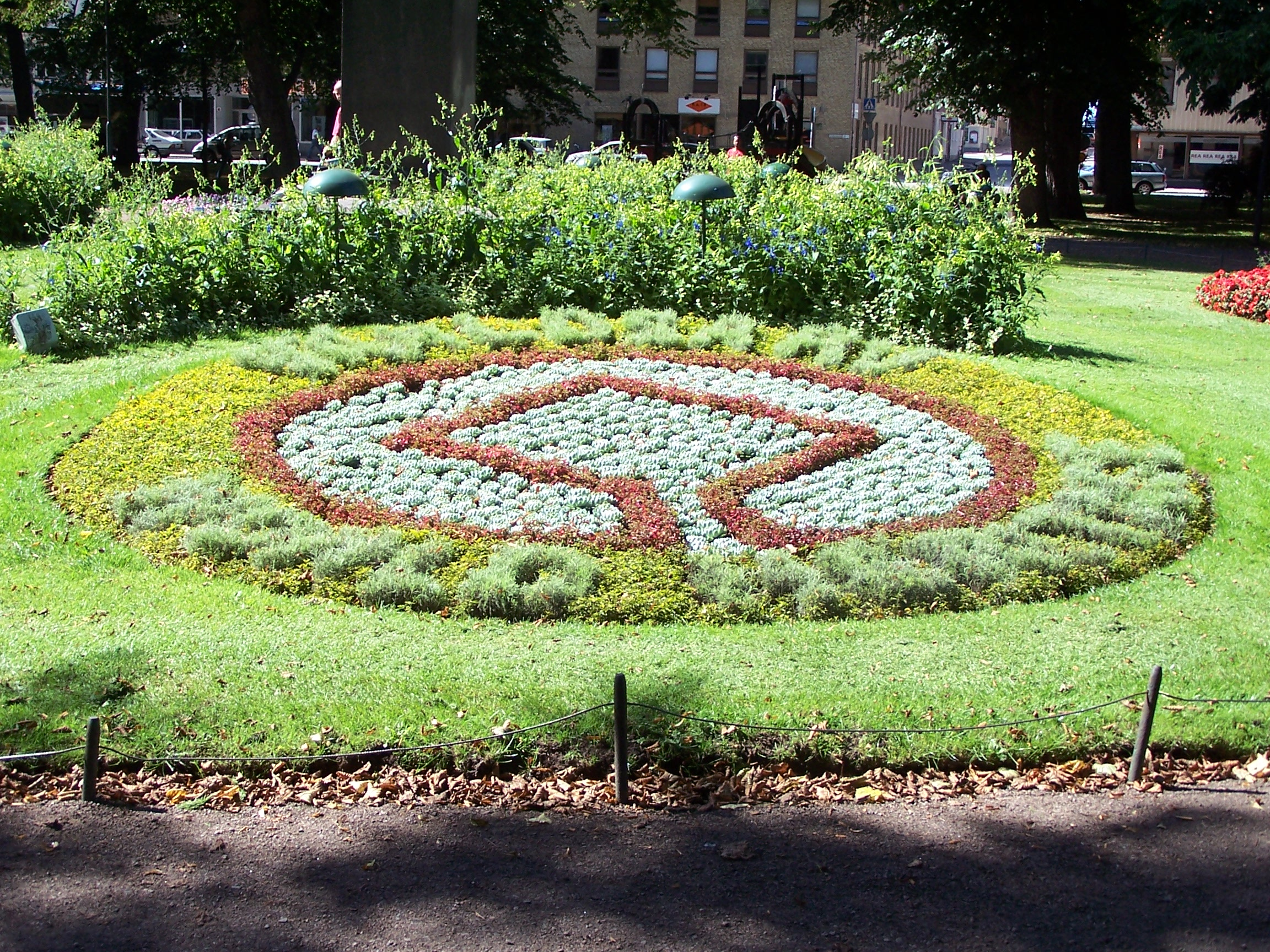
Ville navale de Karlskrona (1998).
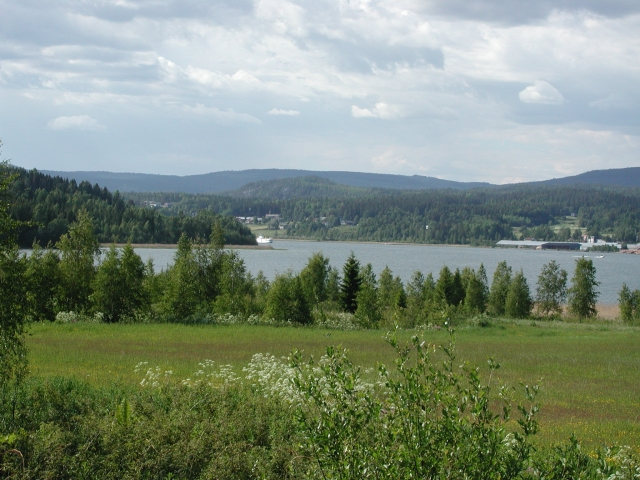
Haute Côte (2000).
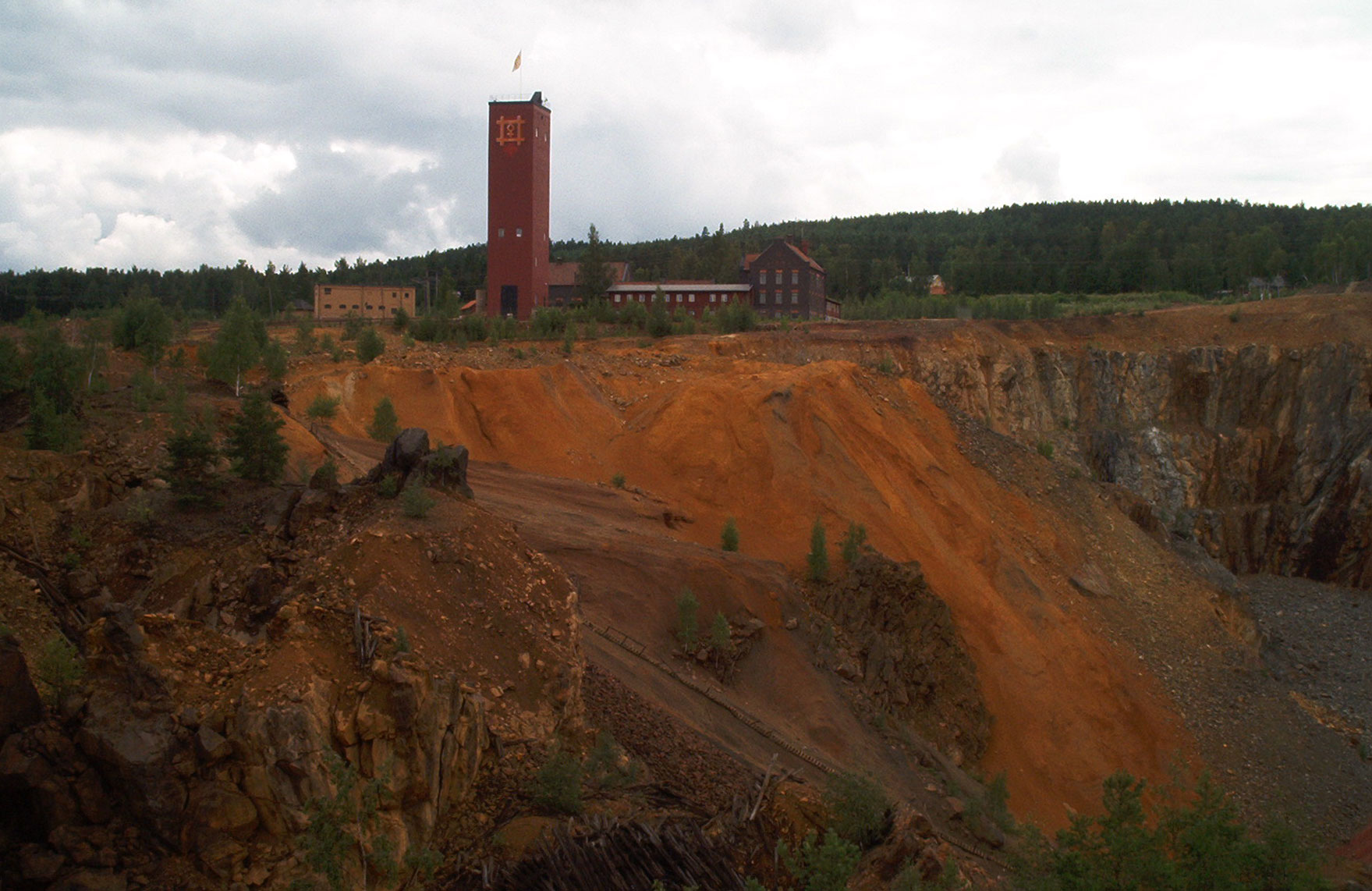
Falun och Kopparbergslagen (2001).
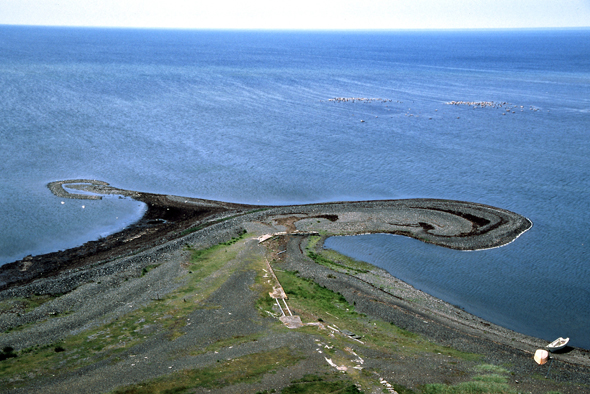
Södra Ölands kulturlandskap (2001).
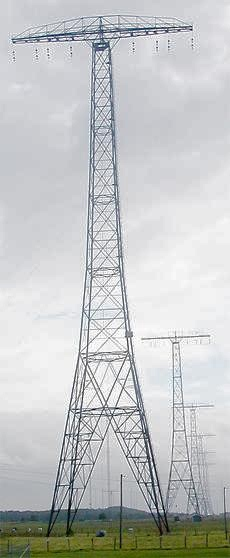
Station radio de Grimeton (2004).
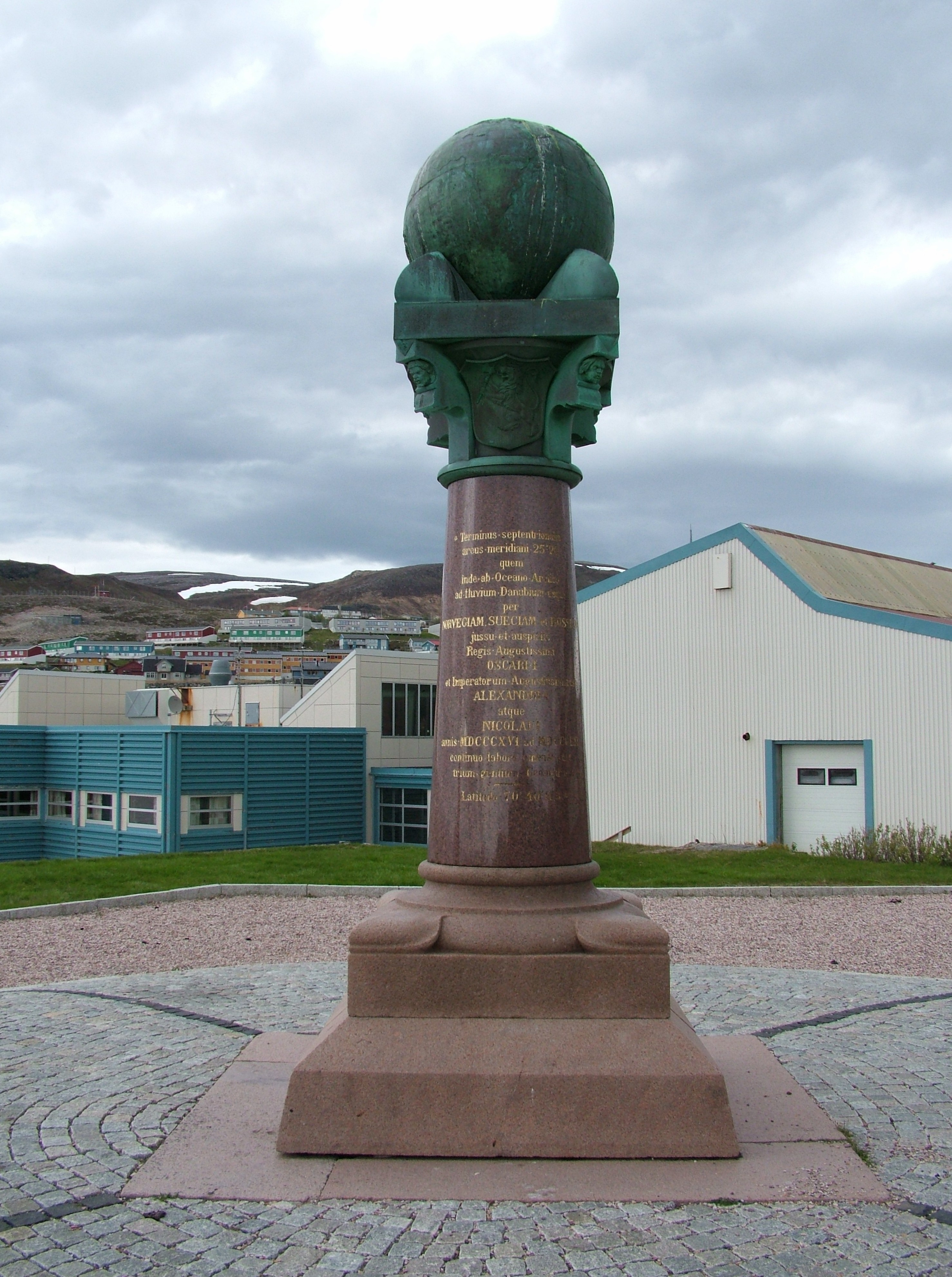
Arc géodésique de Struve (2005).